# Danh sách trò chơi của Taito
Đây là danh sách trò chơi do nhà phát triển trò chơi điện tử và hãng phát hành trò chơi điện tử Taito phát triển.

## Trò chơi cơ điện từ
Các tựa trò chơi sau là trò chơi cơ điện tử (trò chơi EM) do Taito sản xuất.
| Năm  | Tựa                  | Tham khảo   |
| ---- | -------------------- | ----------- |
| 1967 | Basketball           | [ 1 ]       |
| 1967 | Periscope            | [ 1 ]       |
| 1967 | Crown Soccer Special | [ 2 ] [ 3 ] |
| 1968 | Crown Basketball     | [ 3 ]       |
| 1968 | Royal Crown          | [ 4 ]       |
| 1968 | Thunder-Bird         | [ 4 ]       |
| 1970 | Super Road 7         | [ 5 ]       |
| 1971 | Sky Fighter          | [ 6 ]       |
| 1971 | Sky Fighter II       | [ 6 ]       |
| 1972 | Space Monster        | [ 7 ]       |
| 1976 | 400 Miles            | [ 8 ]       |
| 1984 | Entertainer Robot    | [ 9 ]       |

## Trò chơi điện tử
| Tựa | Ngày | Trò chơi arcade | Hệ máy khác | Tựa khác                                                                |
| --- | ---- | --------------- | --- | ----------------------------------------------------------------------- |
| Astro Race (アストロレース Asutoro Rēsu) | 1973 | Có              | — |                                                                         |
| Davis Cup (デビスカップ Debisu Kappu) | 1973 | Có              | — |                                                                         |
| Elepong (エレポン Erepon) | 1973 | Có              | — |                                                                         |
| Pro Hockey (プロホッケー Puro Hokkē) | 1973 | Có              | — |                                                                         |
| Soccer (サッカー Sakkā) | 1973 | Có              | — |                                                                         |
| Attack UFO (アタックUFO Atakku Yūfō) | 1974 | Có              | — |                                                                         |
| TV Basketball (バスケットボールTV Basukettobōru TV) | 1974 | Có              | — | Basketball (EU) TV Basketball (USA)                                     |
| Speed Race (スピードレース Supīdo Rēsu)] | 1974 | Có              | — | Racer (USA) Wheels (USA)                                                |
| Dead Heat (デッドヒート Deddo Hīto) | 1975 | Có              | — |                                                                         |
| Speed Race DX (スピードレースDX Supīdo Rēsu DX) | 1975 | Có              | — | Wheels DX (USA)                                                         |
| Tahitian (タヒチアン Tahichian) | 1975 | Có              | — |                                                                         |
| Western Gun (ウエスタンガン Uesutan Gan) | 1975 | Có              | Atari 8-bit, Bally Astrocade, Commodore 64, Commodore 128 | Gun Fight (USA)                                                         |
| Attack (アタック Attakku) | 1976 | Có              | — |                                                                         |
| Avenger (アベンジャー Abenjā) | 1976 | Có              | — |                                                                         |
| Ball Park (ボールパーク Bōru Pāku) | 1976 | Có              | — | Tornado Baseball (USA)                                                  |
| Barricade (バリケード Barikēdo) | 1976 | Có              | — |                                                                         |
| Clean Sweep (クリーンスイープ Kurīn Suīpu) | 1976 | Có              | — |                                                                         |
| Crashing Race (クラッシングレース Kurasshingu Rēsu) | 1976 | Có              | — |                                                                         |
| Interceptor (インターセプター Intāseputā) | 1976 | Có              | — |                                                                         |
| Speed Race Twin (ツインスピードレース Tsuin Supīdo Rēsu)                                                                                                   | 1976 | Có              | — | Wheels Twin (USA)                                                       |
| Barricade II (バリケードII Barikēdo II) | 1977 | Có              | — |                                                                         |
| Bombs Away (ボンブスアウェイ Bonbusu Auei) [a.k.a. Bonn Ugly Away]                                                                                         | 1977 | Có              | — |                                                                         |
| Cisco 400 (シスコ400 Shisuko 400) | 1977 | Có              | — |                                                                         |
| Clean Sweep II (クリーンスイープII Kurīn Suīpu II) | 1977 | Có              | — |                                                                         |
| Cross Fire (クロスファイア Kurosu Faia) | 1977 | Có              | — |                                                                         |
| Fisco 400 (フィスコ400 Fisuko 400) | 1977 | Có              | — |                                                                         |
| Flying Fortress (フライングフォートレス Furaingu Fōtoresu)                                                                                                 | 1977 | Có              | — |                                                                         |
| Flying Fortress II (フライングフォートレスII Furaingu Fōtoresu II)                                                                                         | 1977 | Có              | — |                                                                         |
| Gunman (ガンマン Ganman) | 1977 | Có              | — |                                                                         |
| Hustle (ハッスル Hassuru) | 1977 | Có              | — |                                                                         |
| Meadows Lane (メドウズレーン Medouzu Rēn) | 1977 | Có              | — |                                                                         |
| Missile-X (ミサイル-X Misairu-X) | 1977 | Có              | — |                                                                         |
| Robot Bowl (ロボットボウル Robottu Bouru) | 1977 | Có              | — |                                                                         |
| Safari (サファリ) | 1977 | Có              | — |                                                                         |
| Soccer DX (サッカーDX Sakkā DX) | 1977 | Có              | — |                                                                         |
| Sub Hunter (サブハンター Sabu Hantā) | 1977 | Có              | — |                                                                         |
| Super High-Way (スーパーハイウェイ Sūpā Hai-Uei) | 1977 | Có              | — |                                                                         |
| Super Speed Race (スーパースピードレース Sūpā Supīdo Rēsu)                                                                                                 | 1977 | Có              | — |                                                                         |
| T.T Block (T.Tブロック T.T Burokku) | 1977 | Có              | — |                                                                         |
| Table Barrier (テーブルバリヤー Tēburu Bariyā) [a.k.a. Barrier]                                                                                            | 1977 | Có              | — |                                                                         |
| Table Football (テーブルサッカー Tēburu Sakkā) | 1977 | Có              | — |                                                                         |
| Tennis (テニス Tenisu) | 1977 | Có              | — |                                                                         |
| Wall Break (ウォールブレイク Uōru Bureiku) | 1977 | Có              | — |                                                                         |
| Acrobat TV (アクロバットTV Akurobatto TV) | 1978 | Có              | — |                                                                         |
| Blue Shark (ブルーシャーク Burū Shāku) | 1978 | Có              | — |                                                                         |
| Gypsy Juggler (ジプシージャグラー Jipushī Jagurā) | 1978 | Có              | — |                                                                         |
| Road Champion (ロードチャンピオン Rōdo Chanpion) | 1978 | Có              | — |                                                                         |
| Seawolf II (シーウルフII Shīurufu II) | 1978 | Có              | — |                                                                         |
| Shuffleboard (シャッフルボード Shaffurubōdo) | 1978 | Có              | — |                                                                         |
| Space Invaders (スペースインベーダー Supēsu Inbēdā) | 1978 | Có              | Apple II, Atari 2600, Atari 5200, Atari 8-bit, Color FX, Commodore 64, Game Boy, Game Boy Color, Game Boy Advance, iOS, Java ME, Mobile Phone, MSX, NES, Nintendo 64, PC, PlayStation, PlayStation 2, PSP (Taito Legends Power-Up), Sega SG-1000, Sinclair ZX Spectrum, Sky Active, SNES, VG Pocket Caplet, Virtual Console, WonderSwan, Xbox |                                                                         |
| Space Invaders Color (スペースインベーダーのカラー Supēsu Inbēdā no Karā)                                                                                  | 1978 | Có              | PlayStation 2 (Taito Memories Volume 1) |                                                                         |
| Super Block (スーパーブロック Sūpā Burokku) | 1978 | Có              | — |                                                                         |
| Super Speed Race V (スーパースピードレースV Sūpā Supīdo Rēsu V)                                                                                            | 1978 | Có              | — |                                                                         |
| Super Speed Race CL5 (スーパースピードレースCL5 Sūpā Supīdo Rēsu CL5)                                                                                      | 1978 | Có              | — |                                                                         |
| Top Bowler (トップボウラー Toppu Bourā) | 1978 | Có              | — |                                                                         |
| Trampoline (トランポリン Toranporin) | 1978 | Có              | — |                                                                         |
| Wall Block (ウォールブロック Uōru Burokku) | 1978 | Có              | — |                                                                         |
| Ball Park II (ボールパークII Bōru Pāku II) | 1979 | Có              | — |                                                                         |
| Block-C (ブロックC Burokku C) | 1979 | Có              | — |                                                                         |
| Field Goal (フィールドゴール Fīrudo Gōru) | 1979 | Có              | PlayStation 2 (Taito Memories II Volume 2) |                                                                         |
| Galactica: Batalha Espacial (ギャラクティカ:スペシャルバトル Gyarakutica: Supesharu Batoru)                                                                | 1979 | Có              | — |                                                                         |
| Galaxy Rescue (ギャラクシーレスキュー Gyarakushī Resukyū)                                                                                                  | 1979 | Có              | — |                                                                         |
| Galaxy Wars (ギャラクシーウォーズ Gyarakushī Uōzu) | 1979 | Có              | — |                                                                         |
| Laser Wars (レーザーウォーズ Rēzā Uōzu) | 1979 | Có              | — |                                                                         |
| Lunar Rescue (ルナレスキュー Runa Resukyū) | 1979 | Có              | Acorn Electron, BBC Micro, Commodore 64, PC, PlayStation 2, PSP (Taito Legends Power-Up), Sinclair ZX Spectrum, Xbox |                                                                         |
| Space Chaser (スペースチェイサー Supēsu Cheisā) | 1979 | Có              | PlayStation 2 (Taito Memories II Volume 1), PSP (Taito Legends Power-Up) |                                                                         |
| Space Invaders Part II (スペースインベーダーパートII Supēsu Inbēdā Pāto II) [a.k.a. Deluxe Space Invaders in US]                                           | 1979 | Có              | Game Boy, PC, PlayStation 2, PSP (Taito Legends Power-Up), Xbox |                                                                         |
| Straight Flush (ストレートフラッシュ Sutorēto Furasshu) | 1979 | Có              | — |                                                                         |
| ZunZun Block (ズンズンブロック ZunZun Burokku) | 1979 | Có              | — |                                                                         |
| Astro Craft (アストロクラフト Asutoro Kurafuto) | 1980 | Có              | — |                                                                         |
| Astro Zone (アストロゾーン Asutoro Zōn) | 1980 | Có              | — |                                                                         |
| Balloon Bomber (バルーンボンバー Barūn Bonbā) | 1980 | Có              | PlayStation 2, PSP |                                                                         |
| Black Beetles (ブラックビートルズ Burakku Bītoruzu) | 1980 | Có              | — |                                                                         |
| Crazy Balloon (クレイジーバルーン Kureijī Barūn) | 1980 | Có              | Atari 2600, PlayStation 2, PSP, Xbox |                                                                         |
| Doriburingu (ドリブリング) | 1980 | Có              | — |                                                                         |
| Fantastic (ファンタスティック Fantasutikku) | 1980 | Có              | — |                                                                         |
| Galaxy Empire (ギャラクシーていこく Gyarakushī Teikoku) | 1980 | Có              | — |                                                                         |
| Galaxy Express 999 (銀河鉄道999 Ginga Tetsudō 999) | 1980 | Có              | — |                                                                         |
| Indian Battle (インドのバトル Indo no Batoru) | 1980 | Có              | — |                                                                         |
| Intruder (イントルーダー Intorūdā) | 1980 | Có              | — |                                                                         |
| Kong (コング Kongu) | 1980 | Có              | — |                                                                         |
| Lupin the 3rd (ルパン三世 Rupan Sansei) | 1980 | Có              | — |                                                                         |
| Moon Lander (ムーンランダー Mūn Randā) | 1980 | Có              | — |                                                                         |
| Polaris (ポラリス Porarisu) | 1980 | Có              | Atari 2600, PlayStation 2 (Taito Memories II Volume 2) |                                                                         |
| Phoenix (フェニックス Fenikkusu) | 1980 | Có              | Atari 2600, PC, PlayStation 2, PSP (Taito Legends Power-Up), Xbox |                                                                         |
| Safari Rally (サファリラリー Safari Rarī) | 1980 | Có              | — |                                                                         |
| Sea Hunter (シーハンター Shī Hantā) | 1980 | Có              | — |                                                                         |
| Space Crest (スペースクレスト Supēsu Kuresuto) | 1980 | Có              | — |                                                                         |
| Space Cyclone (スペースサイクロン Supēsu Saikuron) | 1980 | Có              | — |                                                                         |
| Space Invaders II (スペースインベーダーII Supēsu Inbēdā II)                                                                                                | 1980 | Có              | — |                                                                         |
| Space Laser (スペースレーザー Supēsu Rēzā) | 1980 | Có              | — |                                                                         |
| Speed Race GP V (スピードレースGPV Supīdo Rēsu GPV) | 1980 | Có              | — |                                                                         |
| Steel Worker (スチールワーカー Suchīru Wākā) | 1980 | Có              | — |                                                                         |
| Stratovox (スピーク&レスキュー Supīku & Resukyū) [a.k.a. Speak & Rescue]                                                                                   | 1980 | Có              | — |                                                                         |
| Super Speed Race GP V (スーパースピードレースGP V Sūpā Supīdo Rēsu GP V)                                                                                   | 1980 | Có              | — |                                                                         |
| T.T Asteroids (T.Tアステロイド T.T Asuteroido) | 1980 | Có              | — |                                                                         |
| T.T Missile Command (T.Tミサイルコマンド T.T Misairu Komando)                                                                                              | 1980 | Có              | — |                                                                         |
| Tri-Attacker (トライアタッカー Torai-Atakkā) | 1980 | Có              | — |                                                                         |
| Warp-1 (ワープ-1 Wāpu-1) | 1980 | Có              | — |                                                                         |
| Western Gun Part 2 (ウエスタンガンパート2 Uesutan Gan Pāto 2)                                                                                              | 1980 | Có              | — |                                                                         |
| Catch Match (マッチをキャッチ Matchi o Kyatchi) | 1981 | Có              | — |                                                                         |
| Colony 7 (コロニー7 Koronī 7) | 1981 | Có              | Atari 2600. PC, PlayStation 2 and Xbox (Taito Legends) |                                                                         |
| Frog & Spiders (カエル＆スパイダー Kaeru & Supaidā) | 1981 | Có              | — |                                                                         |
| Grand Champion (グランドチャンピオ Gurando Champion) | 1981 | Có              | PlayStation 2 (Taito Memories II Volume 1) |                                                                         |
| Janputer (ジャンピューター Janpyūtā) | 1981 | Có              | — |                                                                         |
| Lock 'n' Chase (ロックンチェイス Rokku n Cheisu) | 1981 | Có              | Apple II, Atari 2600, Game Boy, Intellivision, PlayStation Network, Virtual Console |                                                                         |
| Marine Date (マリンデート Marin Dēto) | 1981 | Có              | — |                                                                         |
| Moon Shuttle (ムーンシャトル Mūn Shatoru) | 1981 | Có              | — |                                                                         |
| Qix (クイックス Kuikkusu) | 1981 | Có              | Amiga, Apple II, Atari 8-bit, Commodore 64, MS-DOS, Java ME, NES, PC, PlayStation 2, PSP, Xbox |                                                                         |
| Rock Climber (ロッククライマー Rokku Kuraimā) | 1981 | Có              | — |                                                                         |
| Round-Up (フィッター Fitter) [a.k.a. Fitter] | 1981 | Có              | — |                                                                         |
| Space Cruiser (スペースクルーザー Supēsu Kurūzā) | 1981 | Có              | — |                                                                         |
| Space Dungeon (スペースダンジョン Supēsu Danjon) | 1981 | Có              | PSP (Taito Legends Power-Up) |                                                                         |
| Space Seeker (スペースシーカー Supēsu Shīkā) | 1981 | Có              | — |                                                                         |
| T.T Mahjong (T.Tマージャン T.T Mājan) | 1981 | Có              | — |                                                                         |
| T.T Mahjong 2 (T.Tマージャン2 T.T Mājan 2) | 1981 | Có              | — |                                                                         |
| T.T Mahjong Q (T.Tマージャン T.T Mājan Q) | 1981 | Có              | — |                                                                         |
| Zarzon (ザルゾン Zaruzon) [a.k.a. Satan of Saturn] | 1981 | Có              | — |                                                                         |
| Alpine Ski (アルペンスキー Arupen Sukī) | 1982 | Có              | PC, PlayStation 2, PSP, Xbox |                                                                         |
| Birdie King (バーディーキング Bādī Kingu) | 1982 | Có              | — |                                                                         |
| Big Combat (ビッグコンバット Biggu Konbatto) | 1982 | Có              | — |                                                                         |
| Big Flyer (ビッグフライヤー Biggu Furaiyā) | 1982 | Có              | — |                                                                         |
| The Electric Yo-Yo (エレクトリックヨーヨー Erekutorikku Yōyō)                                                                                              | 1982 | Có              | PC, PlayStation 2 and Xbox (Taito Legends) |                                                                         |
| Fly Boy (フライボーイ Furai Bōi) | 1982 | Có              | — |                                                                         |
| Front Line (フロントライン Furonto Rain) | 1982 | Có              | Atari 2600, ColecoVision, MSX, NES, PC, PlayStation 2, Virtual Console, Xbox |                                                                         |
| Jolly Jogger (ジョリージョガー Jorī Jogā) | 1982 | Có              | — |                                                                         |
| Jungle Hunt (ジャングルハント Janguru Hanto) | 1982 | Có              | Apple II, Atari 2600, Atari 5200, Atari 8-bit, ColecoVision, Commodore 64, Commodore VIC-20, IBM PC, MSX, PC Booter, Texas Instruments TI-99/4A. PC, PlayStation 2, and Xbox (Taito Legends) |                                                                         |
| Jungle King (ジャングルキング Janguru Kingu) | 1982 | Có              | — |                                                                         |
| Kram (クラム Kuramu) | 1982 | Có              | — |                                                                         |
| Mr. Do! (ミスタードゥ Misutā Dou!) | 1982 | Có              | ColecoVision |                                                                         |
| Pirate Pete (パイレーツピート Pairētsu Pīto) | 1982 | Có              | — |                                                                         |
| The Pit (ザピット Za Pitto) | 1982 | Có              | — |                                                                         |
| Port Man (ポートマン Pōto Man) [a.k.a. Dock Man] | 1982 | Có              | — |                                                                         |
| Qix II: Tournament (クイックスII:トーナメント Kuikkusu II: Tōnamento)                                                                                      | 1982 | Có              | — |                                                                         |
| Strike Bowling (ストライクボーリング Sutoraiku Bōringu) | 1982 | Có              | — |                                                                         |
| Sunshine Egg (サンシャインエッグ Sanshain Eggu) | 1982 | Có              | — |                                                                         |
| Super Mouse (スーパーマウス Sūpā Mausu) | 1982 | Có              | — |                                                                         |
| T Bring (トンブリング Ton Buringu) | 1982 | Có              | — |                                                                         |
| Time Fighter (タイムファイター Taimu Faitā) | 1982 | Có              | — |                                                                         |
| Time Tunnel (タイムトンネル Taimu Tonneru) | 1982 | Có              | PlayStation 2 (Taito Memories II Volume 1) |                                                                         |
| Wild Western (ワイルドウエスタン Wairudo Uesutan) | 1982 | Có              | PC, PlayStation 2, Xbox |                                                                         |
| Zoo Keeper (ズーキーパー Zū Kīpā) | 1982 | Có              | PC, PlayStation 2, Xbox (Taito Legends) |                                                                         |
| 10-Yard Fight (10ヤードファイト 10 Yādo Faito) | 1983 | Có              | MSX, NES |                                                                         |
| Across America Ultra Quiz (アメリカ横断ウルトラクイズ Amerika Ōdan Urutora Kuizu)                                                                          | 1983 | Có              | — |                                                                         |
| Bio-Attack (バイオアタック Baio Attakku) | 1983 | Có              | — |                                                                         |
| Birdie King 2 (バーディーキングII Bādī Kingu II) | 1983 | Có              | — |                                                                         |
| Bogey '83 (ボギー'83 Bogī '83) | 1983 | Có              | — |                                                                         |
| Can Kick Kid (カンキックキッド Kan Kikku Kiddo) | 1983 | Có              | — |                                                                         |
| Chack'n Pop (ちゃっくんぽっぷ Chikku n Poppu) | 1983 | Có              | FM-7, MSX, NES, Sega SG-1000, PC, PC-6001, PC-8801, PlayStation 2, PSP, Sharp X1, Virtual Console, Xbox |                                                                         |
| Change Lanes (チェンジレーン Chenji Rēn) | 1983 | Có              | — |                                                                         |
| Elevator Action (エレベーターアクション Erebētā Akushon)                                                                                                   | 1983 | Có              | Amstrad CPC, Atari 2600, Commodore 64, Game Boy, MSX, NES, PC, PlayStation 2, PSP, Sinclair ZX Spectrum, Virtual Console, Xbox |                                                                         |
| Exerion (エクセリオン Ekuserion) | 1983 | Có              | Sega SG-1000, MSX, NES, Virtual Console |                                                                         |
| Fighting Roller (ファイティングローラー Faitingu Rōrā) | 1983 | Có              | — |                                                                         |
| High Way Race (ハイウェイレース Hai Uei Rēsu) | 1983 | Có              | — |                                                                         |
| Intrepid (インテレピッド Interepiddo) | 1983 | Có              | — |                                                                         |
| Joshi Volleyball (女子バレーボール Joshi Barēbōru) [a.k.a. Women's Volleyball]                                                                             | 1983 | Có              | — | Big Spikers (USA)                                                       |
| Jump Coaster (ジャンプコースター Janpu Kōsutā) | 1983 | Có              | — |                                                                         |
| Laser Grand Prix (レーザーグランプリ Rēzā Guran Puri) | 1983 | Có              | — |                                                                         |
| Spy Agent (スパイ·エージェント Supai Ējento) | 1983 | Có              | — |                                                                         |
| Super Rider (スーパーライダー Sūpā Raidā) | 1983 | Có              | — |                                                                         |
| The Tin Star (ティンスター Tin Sutā) | 1983 | Có              | — |                                                                         |
| Ultra Quiz (ウルトラクイズ Urutora Kuizu) | 1983 | Có              | — |                                                                         |
| Water Ski (ウォータースキー Uōtā Sukī) | 1983 | Có              | — |                                                                         |
| Ben Bero Beh (べんべろべえ Ben Bero Bee) [a.k.a. I Study Kabei Belo]                                                                                       | 1984 | Có              | PlayStation 2 (Taito Memories II Volume 1) |                                                                         |
| Birdie King 3 (バーディーキングIII Bādī Kingu III) | 1984 | Có              | — |                                                                         |
| Buggy Challenge (バギーチャレンジ Bagī Charenji) | 1984 | Có              | PlayStation 2 (Taito Memories II Volume 2) |                                                                         |
| Change Color (チェンジのカラー Chenji no Karā) | 1984 | Có              | — |                                                                         |
| Choro-Q | 1984 | Không           | MSX |                                                                         |
| Complex X (コンプレックスX Konpurekkusu X) | 1984 | Có              | — |                                                                         |
| Cosmopolis (コスモポリス Kosumoporisu) | 1984 | Có              | — |                                                                         |
| Cosmos Circuit (コスモスサーキット Kosumo Susākitto) | 1984 | Có              | — |                                                                         |
| Cycle Mahbou (サイクルマボ Saikuru Mabo) | 1984 | Có              | — |                                                                         |
| Field Day (THE運動会 The Undokai) [a.k.a. The Athletic] | 1984 | Có              | PlayStation 2 (Taito Memories II Volume 1) |                                                                         |
| Fire Battle (ファイアーバトル Faiā Batoru) | 1984 | Có              | — |                                                                         |
| Forty Love (フォーティラヴ Fōti Ravu) [a.k.a. 40-0] | 1984 | Có              | — |                                                                         |
| Golgo 13 (ゴルゴ13 Gorugo 13) | 1984 | Có              | — |                                                                         |
| Great Swordsman (グレートソードマン Gurēto Sōdoman) | 1984 | Có              | PC, PlayStation 2, Xbox |                                                                         |
| Gyrodine (ジャイロダイン Jairodain) | 1984 | Có              | MSX, NES, PlayStation 2 (Taito Memories II Volume 2) |                                                                         |
| Jan Friend | 1984 | Không           | MSX |                                                                         |
| Kick Start Wheelie King (キックサルトウイリーキング Kikku Sutāto Uirī Kingu)                                                                               | 1984 | Có              | — |                                                                         |
| The Legend of Kage (影の伝説 Kage no Densetsu) | 1984 | Có              | Amstrad CPC, Commodore 64, MSX, NES, PC, PlayStation 2, PSP, Sharp X1, Sinclair ZX Spectrum, Xbox |                                                                         |
| M.A.C.H. 3 | 1984 | Có              | — |                                                                         |
| Ninja Hayate (忍者ハヤテ) [a.k.a. Revenge of the Ninja in US and EU]                                                                                       | 1984 | Có              | PlayStation, Sega Mega-CD, Sega Saturn |                                                                         |
| Ninja-Kid (忍者くん魔城の冒険 Ninja-kun Majō no Bōken) | 1984 | Có              | MSX, NES |                                                                         |
| Outer Zone (アウターゾーン Autā Zōn) | 1984 | Có              | — |                                                                         |
| Pit & Run - F-1 Race (ピット＆ラン-F-1レース Pitto & Ran - F-1 Rēsu)                                                                                       | 1984 | Có              | — |                                                                         |
| Ring Fighter (リングファイター Ringu Faitā) | 1984 | Có              | — |                                                                         |
| Rumba Lumber (ルンバランバ Runba Ranba) | 1984 | Có              | — |                                                                         |
| Seafly (セアフリ Seafuri) | 1984 | Có              | — |                                                                         |
| Sea Fighter Poseidon (シーファイターポセイドン Shī Faitā Poseidon)                                                                                         | 1984 | Có              | PlayStation 2 (Taito Memories II Volume 2) |                                                                         |
| Sweet Acorn | 1984 | Không           | MSX |                                                                         |
| Victorious Nine (ビクトリアスナイン Bikutoriasu Nain) | 1984 | Có              | — |                                                                         |
| Xyzolog | 1984 | Không           | MSX, Master System |                                                                         |
| Bygone (ゴーンバイ Gōnbai) | 1985 | Có              | — |                                                                         |
| The Fairyland Story (フェアリーランドストーリー Fearīrando Sutōrī)                                                                                         | 1985 | Có              | MSX, PC, PlayStation 2, Xbox |                                                                         |
| Go! Go! Mr. Yamaguchi - Jungle Survival (決死の探検サバイバルゆけゆけ!山口君 Kesshi no Tanken Sabaibaru Yuke Yuke! Yamaguchi-kun)                          | 1985 | Có              | — |                                                                         |
| Knuckle Joe (ナックルジョー Nakkuru Jō) | 1985 | Có              | — |                                                                         |
| Lady Master (レディーマスター Redī Masutā) | 1985 | Có              | — |                                                                         |
| Mat Mania (エキサイティングアワー Ekisaitingu Awā) [a.k.a. Exciting Hour]                                                                                  | 1985 | Có              | — |                                                                         |
| Metal Soldier Isaac (メタルソルジャーアイザック Metaru Sorujā Aizakku)                                                                                     | 1985 | Có              | — |                                                                         |
| Metal Soldier Isaac II (メタルソルジャーアイザックII Metaru Sorujā Aizakku II)                                                                             | 1985 | Có              | PlayStation 2 (Taito Memories II Volume 2) |                                                                         |
| N.Y. Captor (N.Y.キャプター N.Y. Kyaputā) | 1985 | Có              | — |                                                                         |
| Onna Sanshirō (女三四郎) [a.k.a. Typhoon Gal] | 1985 | Có              | PlayStation 2 (Taito Memories II Volume 2) |                                                                         |
| Ping Pong King (ピンポンキング Pin Pon Kingu) | 1985 | Có              | — |                                                                         |
| Raiders5 (レイダース5 Reidāsu5) | 1985 | Có              | — |                                                                         |
| Real Mahjong Tile Tile (リアル麻雀牌牌 Riaru Mājanhai Pai Pai)                                                                                             | 1985 | Có              | — |                                                                         |
| Return of the Invaders (リターンオブザインベーダー Ritān obu za Inbēdā)                                                                                    | 1985 | Có              | PC, PlayStation 2, PSP (Taito Legends Power-Up), Xbox |                                                                         |
| Samurai Japan (侍日本一 Samurai Nihonichi) | 1985 | Có              | — |                                                                         |
| Sandlot Baseball (草野球 Kusaya Kyū) | 1985 | Có              | — |                                                                         |
| Sky Destroyer (スカイデストロイヤー Sukai Desutoroiyā) | 1985 | Có              | NES |                                                                         |
| Space Battleship Yamato (宇宙戦艦ヤマト Uchū Senkan Yamato)                                                                                                | 1985 | Có              | — |                                                                         |
| Super Dead Heat (スーパーデッドヒート Sūpā Deddo Hīto) | 1985 | Có              | — |                                                                         |
| Super Speed Race Jr. (スーパースピードレースJr. Sūpā Supīdo Rēsu Jr.)                                                                                      | 1985 | Có              | — |                                                                         |
| Tiger-Heli (タイガーヘリ Taigā Heri) | 1985 | Có              | NES, PlayStation |                                                                         |
| Time Gal (タイムギャル Taimu Gyaru) | 1985 | Có              | LaserActive, MSX, PlayStation, Sega Mega-CD, Sega Saturn |                                                                         |
| Wiz (ウィズ Uizu) | 1985 | Có              | — |                                                                         |
| Wyvern F-0 (ワイバーンF-0 Waibān F-0) | 1985 | Có              | — |                                                                         |
| Arkanoid (アルカノイド Arukanoido) | 1986 | Có              | Amiga, Amstrad CPC, Apple II, Apple IIGS, Atari 8-bit, Atari ST, BBC Micro, Commodore 64, iOS, MS-DOS, MSX, Apple Macintosh, NES, SNES, TRS-80 CoCo, Sinclair ZX Spectrum |                                                                         |
| Battle Lane! Vol. 5 (バトルレーン!ボリューム5 Batoru Rēn! Boryūmu 5)                                                                                       | 1986 | Có              | — |                                                                         |
| Big Event Golf (ビッグイベントゴルフ Biggu Ibento Gorufu)                                                                                                  | 1986 | Có              | — |                                                                         |
| Bubble Bobble (バブルボブル Baburu Boburu) | 1986 | Có              | Amiga, Amstrad CPC, Apple II, Atari ST, Commodore 64, FM Towns Marty, MS-DOS, Game Boy, MSX, NES, PC, PlayStation, PlayStation 2, Sega Game Gear, Sega Master System, Sharp X68000, Sinclair ZX Spectrum, UltraCade, TI-83, Virtual Console, Xbox                                                                                             |                                                                         |
| Cycle Shooting (サイクルシューティング Saikuru Shūtingu) [a.k.a. Violent Shooting]                                                                         | 1986 | Có              | — |                                                                         |
| Daikaijū no Gyakushū (大怪獣の逆襲) [a.k.a. Great Monster Counterattack]                                                                                   | 1986 | Có              | — |                                                                         |
| Darius (ダライアス Daraius) [a.k.a. Darius+] | 1986 | Có              | Amiga, Atari ST, Game Boy Advance, PC Engine, PC Engine CD-ROM, Sinclair ZX Spectrum, Virtual Console |                                                                         |
| Empire City: 1931 (エンパイア シティ:1931 Enpaia Shiti: 1931)                                                                                              | 1986 | Có              | — |                                                                         |
| Get Star (ゲットスター Getto Sutā) [a.k.a. Guardian] | 1986 | Có              | — |                                                                         |
| Gladiator (黄金の城 Ougon no Shiro) [a.k.a. The Golden Castle]                                                                                             | 1986 | Có              | Amstrad CPC, Commodore 64, PC, PlayStation 2, Sinclair ZX Spectrum, Xbox |                                                                         |
| Halley's Comet (ハレーズコメット Harēzu Kometto) | 1986 | Có              | PlayStation 2 (Taito Memories II Volume 2) |                                                                         |
| Inspiration Baseball (インスパイアベースボール Insupaia Bēsubōru)                                                                                          | 1986 | Có              | — |                                                                         |
| Kick and Run (キックアンドラン Kikku ando Ran) | 1986 | Có              | PlayStation 2 (Taito Memories II Volume 1), Famicom Disk System |                                                                         |
| KiKi KaiKai (奇々怪界) [a.k.a. Knight Boy in US and EU] | 1986 | Có              | Mobile Phone, MSX, NES, PC, PC Engine, PlayStation 2, PSP, TurboGrafx-16, Virtual Console, Xbox |                                                                         |
| Land Sea Air Squad (リクカイクウ Riku Kai Kuu) [a.k.a. Storming Party]                                                                                     | 1986 | Có              | PlayStation 2 (Taito Memories II Volume 2) |                                                                         |
| The Lost Castle in Darkmist (ダークミスト Dāku Misuto) | 1986 | Có              | — |                                                                         |
| Mission 660 (ミッション660) [a.k.a. The Alphax Z] | 1986 | Có              | — |                                                                         |
| Musashi no Ken - Tadaima Shugyō Chu | 1986 | Không           | NES |                                                                         |
| Panic Road (パニックどうろ Panikku Dōro) | 1986 | Có              | — |                                                                         |
| Prebillian (プレビリアン Purebirian) | 1986 | Có              | — |                                                                         |
| Renegade (熱血硬派くにおくん Nekketsu Kōha Kunio-kun) | 1986 | Có              | Amiga, Amstrad CPC, Apple II, Atari ST, Commodore 64, NES, Sega Master System, Sinclair ZX Spectrum, Virtual Console |                                                                         |
| S.R.D. Mission (S.R.D.ミッション) | 1986 | Có              | — |                                                                         |
| Slap Fight (スラップファイト Surappu Faito) [a.k.a. Alcon]                                                                                                 | 1986 | Có              | Amstrad CPC, Atari ST, Commodore 64. Sega Mega Drive, Sinclair ZX Spectrum |                                                                         |
| Super Bubble Bobble (スーパーバブルボブル Sūpā Baburu Boburu)                                                                                              | 1986 | Có              | — |                                                                         |
| Takeshi no Chosenjo | 1986 | Không           | NES, Virtual Console |                                                                         |
| Tokio (スクランブルフォーメーション Sukuranburu Fōmēshon) [a.k.a. Scramble Formation]                                                                      | 1986 | Có              | MSX, PC, PlayStation 2, Xbox |                                                                         |
| Xain'd Sleena (ザインドスリーナ Zain do Surīna) [a.k.a. Soldier of Light; Sola-R Warrior]                                                                  | 1986 | Có              | Amiga, Amstrad CPC, Atari ST, Commodore 64, MSX, Sinclair ZX Spectrum |                                                                         |
| Arkanoid: Revenge of Doh (アルカノイドリベンジ オブDoh Arukanoido Ribenjiobu Dōha) [a.k.a. Arkanoid 2]                                                     | 1987 | Có              | Amiga, Amstrad CPC, Apple II, Apple IIGS, Atari ST, Commodore 64, MS-DOS, MSX, NES, Sharp X68000, Sinclair ZX Spectrum |                                                                         |
| Continental Circus (コンチネンタルサーカス Konchinentaru Sākasu)                                                                                           | 1987 | Có              | Amiga, Amstrad CPC, Atari ST, Commodore 64, MSX, PC, PlayStation 2, Sinclair ZX Spectrum, Xbox |                                                                         |
| Cross Shooter (クロスシューター Kurosu Shūtā) [a.k.a. Air Raid]                                                                                            | 1987 | Có              | — |                                                                         |
| Darius Extra Version (ダライアスエキストラバージョン Daraiasu Ekisutora Bājon)                                                                             | 1987 | Có              | — |                                                                         |
| Double Dragon (ダブルドラゴン Daburu Doragon) | 1987 | Có              | Amiga, Amstrad CPC, Apple OS, Atari 2600, Atari 7800, Atari Lynx, Atari ST, Commodore 64, Game Boy, Game Boy Advance, IBM PC, iOS, Mobile Phone, NES, Sega Master System, Sega Mega Drive, Sinclair ZX Spectrum, Zeebo |                                                                         |
| Dr. Toppel's Adventure (ドクタートッペル探検隊 Dokutā Hakase Topperu Tankentai)                                                                            | 1987 | Có              | — |                                                                         |
| Extermination (エクスターミネーション Ekusutāminēshon) | 1987 | Có              | — |                                                                         |
| Exzisus (イグジーザス Igujīzasu) | 1987 | Có              | PC, PlayStation 2, Xbox |                                                                         |
| Full Throttle (フルスロットル Furu Surottoru) [a.k.a. Top Speed]                                                                                           | 1987 | Có              | PlayStation 2 (Taito Memories II Volume 2) |                                                                         |
| Hot Smash (ホットスマッシュ Hotto Sumasshu) | 1987 | Có              | — |                                                                         |
| Midnight Landing (ミッドナイトランディング Middonaito Randingu)                                                                                            | 1987 | Có              | — |                                                                         |
| Minelvaton Saga: Ragon no Fukkatsu (ミネルバトンサーガ ラゴンの復活 Minerubatonsāga Ragon no Fukkatsu)                                                     | 1987 | Không           | NES |                                                                         |
| Operation Wolf (オペレーションウルフ Operēshon Urufu) | 1987 | Có              | Amiga, Amstrad CPC, Atari ST, Commodore 64, MS-DOS, MSX, NES, PC, PlayStation 2, Sega Master System, Sinclair ZX Spectrum, TurboGrafx-16, Virtual Console, Xbox |                                                                         |
| Plump Pop (プランプポップ Puranpu Poppu) | 1987 | Có              | PC, PlayStation 2, Xbox |                                                                         |
| Rainbow Islands: The Story of Bubble Bobble 2 (レインボーアイランド Reinbō Airando)                                                                        | 1987 | Có              | Amiga, Amstrad CPC, Atari ST, Commodore 64, FM Towns, Game Boy Color, NES, PC, PC Engine, PlayStation, PlayStation 2, Sega Master System, Sinclair ZX Spectrum, TurboGrafx CD, Wonderswan, Xbox, Xbox Live Arcade |                                                                         |
| Rastan (ラスタンサーガ Rasutan Sāga) [a.k.a. Rastan Saga]                                                                                                  | 1987 | Có              | Amstrad CPC, Apple IIGS, Commodore 64, MS-DOS, Sega Game Gear, MSX, PC, PlayStation 2, PSP, Sega Master System, Sinclair ZX Spectrum, Xbox |                                                                         |
| Sky Shark (飛翔鮫 Hishou Zame) [a.k.a. Flying Shark in EU]                                                                                                 | 1987 | Có              | Amiga, Amstrad CPC, Atari ST, Commodore 64, FM Towns, MS-DOS, NES, Sharp X68000, Sinclair ZX Spectrum |                                                                         |
| Super Qix (スーパークイックス Sūpā Kuikkusu) | 1987 | Có              | PC, PlayStation 2, Xbox |                                                                         |
| Thundercade (特殊舞台U.A.G. Tokushu Butai U.A.G.) [a.k.a. U.A.G. Special Fortress; U.A.G. Un-attached Grenadier; Twin Formation]                           | 1987 | Có              | — |                                                                         |
| Tournament Arkanoid (トーナメントアルカノイド Tōnamento Arukanoido)                                                                                        | 1987 | Có              | — |                                                                         |
| Twin Cobra (究極タイガー Kyūkyoku Tiger) [a.k.a. Ultimate Tiger]                                                                                           | 1987 | Có              | Mobile Phone, NES, PC Engine, Sega Mega Drive, Sharp X68000, TurboGrafx-16 |                                                                         |
| Victorious Nine II | 1987 | Không           | MSX |                                                                         |
| Vs. Hot Smash (Vs.ホットスマッシュ Vs. Hotto Sumasshu) | 1987 | Có              | — |                                                                         |
| Wardner (ワードナの森 Wādona no Mori) [a.k.a. Pyros in US]                                                                                                 | 1987 | Có              | NES, Sega Mega Drive |                                                                         |
| Akira | 1988 | Không           | NES |                                                                         |
| Bonze Adventure (地獄めぐり Jigoku Meguri) [a.k.a. Hell Round]                                                                                             | 1988 | Có              | PC, PC Engine, PlayStation 2, TurboGrafx-16, Virtual Console, Xbox |                                                                         |
| Chase H.Q. (チェイスH.Q. Cheisu H.Q.) [a.k.a. Chase Headquarters]                                                                                          | 1988 | Có              | Amiga, Amstrad CPC, Atari ST, Commodore 64, Game Boy, Game Gear, MSX, NES, PlayStation 2 (Taito Memories II Volume 2), Sega Master System, Sinclair ZX Spectrum, SNES, TurboGrafx-16, Virtual Console |                                                                         |
| China Gate (中国ゲート Chūgoku Gēto) | 1988 | Có              | — |                                                                         |
| Cloud Master (中華大戦 Chūka Taisen) | 1988 | Có              | MSX, NES, PlayStation 2 (Taito Memories II Volume 1), Sega Master System |                                                                         |
| Enforce (エンフォース Enfōsu) | 1988 | Có              | — |                                                                         |
| Fighting Hawk (ファイティングホーク Faitingu Hōku) | 1988 | Có              | PlayStation 2 (Taito Memories II Volume 1) |                                                                         |
| Final Blow (ファイナルブロー Fainaru Burō) | 1988 | Có              | Amiga, Atari ST, Commodore 64, Mega Drive |                                                                         |
| Gang Hunter (ギャングハンター Gyangu Hantā) | 1988 | Có              | — |                                                                         |
| Go for the Gold (ゴーフォーザゴールド Gō fōza Gōrudo) [a.k.a. Record Breaker]                                                                              | 1988 | Có              | — |                                                                         |
| Heavy Unit (ヘビーユニット Hebii Yunitto) | 1988 | Có              | Sega Mega Drive, TurboGrafx-16 |                                                                         |
| Kabuki-Z (歌舞伎-Z) | 1988 | Có              | — |                                                                         |
| Kageki (火激) | 1988 | Có              | Sega Mega Drive |                                                                         |
| Kuri Kinton (功里金団) | 1988 | Có              | PC, PlayStation 2, PSP, Xbox |                                                                         |
| Nastar Warrior (ラスタンサーガII Rasutan Sāga II) [a.k.a. Rastan Saga II; Nastar in EU]                                                                    | 1989 | Có              | PC, PlayStation 2, Sega Mega Drive, TurboGrafx-16, Virtual Console, Xbox |                                                                         |
| The New Zealand Story (ニュージーランドストーリー Nyūjīrando Sutōrī) [a.k.a. Kiwi Kraze in US]                                                             | 1988 | Có              | Amiga, Amstrad CPC, Atari ST, Commodore 64, FM Towns, PC, PlayStation 2, PSP, Sega Mega Drive, Sharp X68000, Sinclair ZX Spectrum, NES, Sega Master System, TurboGrafx-16, Virtual Console, Xbox |                                                                         |
| The Ninja Warriors (ニンジャウォーリアーズ Ninja Uōriāzu)                                                                                                  | 1988 | Có              | Amiga, Amstrad CPC, Atari ST, Commodore 64, Sega CD, Sinclair ZX Spectrum, TurboGrafx-16, Virtual Console |                                                                         |
| Operation Thunderbolt (オペレーションサンダーボルト Operēshon Sandāboruto)                                                                                 | 1988 | Có              | Amiga, Amstrad CPC, Atari ST, Commodore 64, PC, PlayStation 2, Sinclair ZX Spectrum, SNES, Xbox |                                                                         |
| Raimais (レイメイズ Reimeizu) | 1988 | Có              | PC, PlayStation 2, PSP, Xbox |                                                                         |
| Rainbow Islands Extra (レインボーアイランドエクストラ Reinbō Airando Ekusutora)                                                                            | 1988 | Có              | PlayStation 2 (Taito Memories II Volume 2), PSP (Taito Memories Pocket), Sega Mega Drive |                                                                         |
| Rally Bike (ダッシュ野郎 Dasshu Yarō) [a.k.a. Dash Rascal]                                                                                                 | 1988 | Có              | NES |                                                                         |
| Superman (スーパーマン Sūpāman) | 1988 | Có              | — |                                                                         |
| Syvalion (サイバリオン Saibarion) | 1988 | Có              | PlayStation 2, SNES |                                                                         |
| Target: Renegade | 1988 | Không           | NES |                                                                         |
| Top Landing (トップランディング Toppu Randingu) | 1988 | Có              | — |                                                                         |
| Truxton (達人 Tatsujin) [a.k.a. Expert] | 1988 | Có              | Sega Mega Drive TurboGrafx-16 |                                                                         |
| Asuka & Asuka (飛鳥＆飛鳥) | 1989 | Có              | PlayStation 2 (Taito Memories II Volume 1) |                                                                         |
| Bakushō!! Jinsei Gekijō | 1989 | Không           | NES |                                                                         |
| Battle Shark (バトルシャーク Batoru Shāku) | 1989 | Có              | PC, PlayStation 2, Xbox |                                                                         |
| Bari Bari Densetsu | 1989 | Không           | PC Engine, TurboGrafx-16 |                                                                         |
| Cadash (カダッシュ Kadasshu) | 1989 | Có              | PC, PlayStation 2 (Taito Memories Volume 2), Sega Mega Drive, TurboGrafx-16, Virtual Console, Xbox |                                                                         |
| Cameltry (キャメルトライ Kyameroturai) [a.k.a. On The Ball; Labyrinth]                                                                                     | 1989 | Có              | FM Towns, PC, PlayStation 2, SNES, Sharp X68000, Xbox |                                                                         |
| Champion Wrestler (チャンピオンレスラー Chanpion Resurā)                                                                                                   | 1989 | Có              | PlayStation 2 (Taito Memories II Volume 1), TurboGrafx-16, Virtual Console |                                                                         |
| Crime City (クライムシティ Kuraimu Shiti) | 1989 | Có              | — |                                                                         |
| Darius II (ダライアスII Daraiasu II) [a.k.a. Sagaia] | 1989 | Có              | PlayStation 2 (Taito Memories II Volume 1), Sega Master System, Sega Mega Drive, Sega Saturn, PC Engine CD-ROM, Virtual Console |                                                                         |
| Demon's World (ホラーストーリー Horā Sutōrī) (a.k.a. Horror Story)                                                                                         | 1989 | Có              | PC Engine |                                                                         |
| Don Doko Don (ドンドコドン) | 1989 | Có              | Famicom, PC, PlayStation 2, PC Engine, Xbox |                                                                         |
| Insector X (インセクターX Insekutā X) | 1989 | Có              | PC, PlayStation 2, Sega Mega Drive, NES, Xbox |                                                                         |
| Master of Weapon (マスターオブウェポン Masutā obu Uepon)                                                                                                   | 1989 | Có              | Mega Drive, PlayStation 2 (Taito Memories II Volume 2) |                                                                         |
| Maze of Flott (メイズオブフロット Meizu obu Furotto) | 1989 | Có              | — |                                                                         |
| Megablast (メガブラスト Megaburasuto) | 1989 | Có              | PlayStation 2 (Taito Memories II Volume 2) |                                                                         |
| Night Striker (ナイトストライカー Naito Sutoraikā) | 1989 | Có              | PlayStation, PlayStation 2 (Taito Memories II Volume 2), Sega CD, Sega Saturn |                                                                         |
| Parent Jack (おやジャック Oya Jakku) | 1989 | Có              | — |                                                                         |
| Plotting (フリップル Furippuru) [a.k.a. Flipull] | 1989 | Có              | Amiga, Amstrad CPC, Amstrad GX4000, Atari ST, Commodore 64, Game Boy, NES, PC, PlayStation 2, Sinclair ZX Spectrum, Xbox |                                                                         |
| Puzznic (パズニック Pazunikku) | 1989 | Có              | Amiga, Amstrad CPC, Atari ST, Apple IIGS, Commodore 64, Mobile Phone, MS-DOS, FM Towns, Game Boy, MSX, NEC PC-9801, NES, Sharp X68000, Sinclair ZX Spectrum, TurboGrafx-16 |                                                                         |
| Rambo III (ランボーIII Ranbō III) | 1989 | Có              | Amiga, Atari ST, Commodore 64, MS-DOS, MSX, Sega Master System, Sega Mega Drive, Sinclair ZX Spectrum, TurboGrafx-16 |                                                                         |
| S.C.I. [a.k.a. Special Criminal Investigation] | 1989 | Có              | Amiga, Atari ST, Commodore 64, PlayStation 2 (Taito Memories II Volume 1), Sega Master System, Sinclair ZX Spectrum, TurboGrafx-16, Virtual Console |                                                                         |
| Taito Grand Prix: Eikō Heno Licence | 1989 | Không           | Famicom |                                                                         |
| Toki (JuJu伝説 JuJu Densetsu) | 1989 | Có              | Amiga, Armstrad CPC, Atari Lynx, Atari ST, Commodore 64, Microsoft Windows, NES, PlayStation Network, Sega Mega Drive, Sinclair ZX Spectrum, WiiWare, Xbox Live Arcade |                                                                         |
| Twin Hawk (だいせんぷう Daisenpū) | 1989 | Có              | PC Engine, Sega Mega Drive, TurboGrafx-16, TurboGrafx-CD |                                                                         |
| Violence Fight (バイオレンスファイト Baiorensu Faito) | 1989 | Có              | PC, PlayStation 2, Xbox |                                                                         |
| Volfied (ヴォルフィード Vuorufīdo) [a.k.a. Ultimate Qix]                                                                                                   | 1989 | Có              | Amiga, Atari ST, Commodore 64, MS-DOS, Java ME, PC, PlayStation 2, Sega Mega Drive, TurboGrafx-16, Virtual Console, Xbox |                                                                         |
| WGP Real Race Feeling (WGP) | 1989 | Có              | — |                                                                         |
| Yukiwo (ユキヲ) | 1989 | Có              | — |                                                                         |
| Zero Wing (ゼロウィング Zero Uingu) | 1989 | Có              | PC Engine CD-ROM, Sega Mega Drive |                                                                         |
| Aa Eikō no Kōshien (嗚呼栄光の甲子園) [a.k.a. Oh Glory Koshien]                                                                                            | 1990 | Có              | PlayStation 2 (Taito Memories Volume 1) |                                                                         |
| Air Inferno (エアインフェルノ Ea Inferuno) | 1990 | Có              | — |                                                                         |
| American Horseshoes (アメリカンホースシューズ Amerikan Hōsushūzu)                                                                                          | 1990 | Có              | — |                                                                         |
| Aqua Jack (アクアジャック Akua Jakku) | 1990 | Có              | — |                                                                         |
| Ashura Blaster (阿修羅ブラスター Ashura Burasutā) | 1990 | Có              | — |                                                                         |
| Darius Alpha | 1990 | Không           | PC Engine, TurboGrafx-16 |                                                                         |
| Demon Sword | 1990 | Không           | NES |                                                                         |
| Derby Queen (ダービークイーン Dābī Kuīn) | 1990 | Có              | — |                                                                         |
| Dynamite League (ダイナマイトリーグ Dainamaito Rīgu) | 1990 | Có              | — |                                                                         |
| Football Champ (ハットトリックヒーロー Hatto Torikku Hīrō) [a.k.a. Hat Trick Hero]                                                                         | 1990 | Có              | Amiga, Atari ST, Commodore 64, PC, PlayStation 2, SNES, Xbox |                                                                         |
| Gals Panic (ギャルズパニック Gyaruzu Panikku) | 1990 | Có              | — |                                                                         |
| Growl (ルナーク Runāku) [a.k.a. Runark] | 1990 | Có              | PC, PlayStation 2, Sega Mega Drive, Xbox |                                                                         |
| Gun Frontier (ガンフロンティア Gan Furontia) | 1990 | Có              | PC, PlayStation 2, Sega Saturn, Xbox |                                                                         |
| Honey Pit (ハニーピット Hanī Pitto) | 1990 | Có              | — |                                                                         |
| Liquid Kids (ミズバク大冒険 Mizubaku Daibouken) [a.k.a. Mizubaku Adventure]                                                                                | 1990 | Có              | Amiga, PC, PC Engine, PlayStation 2, Sega Saturn, TurboGrafx-16, Virtual Console, Xbox |                                                                         |
| Mininvaders (ミンインベーダー Mininbēdā) | 1990 | Có              | — |                                                                         |
| The Ninja Kids (ニンジャキッズ Ninja Kizzu) | 1990 | Có              | PC, PlayStation 2, Xbox |                                                                         |
| Palamedes (パラメデス Paramedesu) | 1990 | Có              | FM Towns, Game Boy, MSX, NES |                                                                         |
| Parasol Stars: The Story of Rainbow Islands II | 1990 | Không           | Amiga, Atari ST, Game Boy, NES, TurboGrafx-16, Virtual Console |                                                                         |
| Quiz H.Q. (クイズH.Q. Kuizu H.Q.) | 1990 | Có              | — |                                                                         |
| Quiz Torimonochō (苦胃頭捕物帳 Kui Torimono) | 1990 | Có              | — |                                                                         |
| Shadow of the Ninja | 1990 | Không           | NES, Virtual Console |                                                                         |
| Sonic Blast Man (ソニックブラストマン Sonikku Burasuto Man)                                                                                                | 1990 | Có              | — |                                                                         |
| Space Gun (スペースガン Supēsu Gan) | 1990 | Có              | Amiga, Atari ST, Commodore 64, PC, PlayStation 2, Sega Master System, Sinclair ZX Spectrum, Xbox |                                                                         |
| Space Invaders 90 | 1990 | Không           | Sega Mega Drive |                                                                         |
| Space Invaders: Fukkatsu no Hi (スペースインベーダー復活の日 Supēsu Inbēdā Fukkatsu no Hi) [a.k.a. Space Invaders Day of Resurrection]                     | 1990 | Không           | PC Engine, TurboGrafx-16, Virtual Console |                                                                         |
| Success Joe ((あしたのジョー Ashita no Jō) | 1990 | Có              | — |                                                                         |
| Super Space Invaders '91 (マジェスティックトゥエルブ Majesutikku Touerubu) [a.k.a. Majestic Twelve: The Space Invaders Part IV]                            | 1990 | Có              | Amiga, Amstrad CPC, Atari ST, Commodore 64, MS-DOS, PC, PlayStation 2, Sega Master System, Sinclair ZX Spectrum, Xbox |                                                                         |
| ThunderFox (サンダーフォックス SandāFokkusu) | 1990 | Có              | PC, PlayStation 2, Sega Mega Drive, Xbox |                                                                         |
| WGP Real Race Feeling 2 (WGP 2) | 1990 | Có              | — |                                                                         |
| Wrath of the Black Manta | 1990 | Không           | NES |                                                                         |
| Yes/No Shinri Tokimeki Chāto (Yes/No心理トキメキチャート)                                                                                                  | 1990 | Có              | — |                                                                         |
| Yuuyu no Quiz de GO! GO! (ゆうゆのクイズでGO!GO!) | 1990 | Có              | SNES |                                                                         |
| 3D BOS (でぃーすりーぼす Dei Suri Bosu) [a.k.a. Rolling Buggy]                                                                                             | 1991 | Có              | — |                                                                         |
| Acrobat Mission (アクロバットミッション Akurobatto Misshon)                                                                                                | 1991 | Có              | NES |                                                                         |
| Bakushō!! Jinsei Gekijō 2 | 1991 | Không           | NES |                                                                         |
| Bakushō!! Jinsei Gekijō 3 | 1991 | Không           | NES |                                                                         |
| Darius Twin | 1991 | Không           | SNES |                                                                         |
| Double Axle (ダブルアクスル Daburu Akusuru) [a.k.a. Power Wheels]                                                                                          | 1991 | Có              | — |                                                                         |
| The Flintstones: The Rescue of Dino & Hoppy | 1991 | Không           | NES |                                                                         |
| Galactic Storm (ギャラクティックストーム Gyarakutikku Sutōmu)                                                                                              | 1991 | Có              | — |                                                                         |
| Halley Wars | 1991 | Không           | NES, Sega Game Gear |                                                                         |
| Hit the Ice (アイスを打つ Aisu o Utsu) | 1991 | Có              | Game Boy, NES, Sega Mega Drive, SNES, TurboGrafx-16 |                                                                         |
| Indiana Jones and the Last Crusade | 1991 | Không           | Game Boy, NES |                                                                         |
| Knight Quest | 1991 | Không           | Game Boy |                                                                         |
| Mahjong Quest (麻雀クエスト Mājan Kuesuto) | 1991 | Có              | — |                                                                         |
| Metal Black (メタルブラック Metaru Burakku) [a.k.a. Project Gun Fronier 2 in US]                                                                           | 1991 | Có              | PC, PlayStation 2, Sega Saturn, Xbox |                                                                         |
| Mystical Fighter | 1991 | Không           | Sega Mega Drive |                                                                         |
| Power Blade | 1991 | Không           | NES |                                                                         |
| Power Wheels (パワーホイールズ Pawā Hoīruzu) | 1991 | Có              | — |                                                                         |
| Pu·Li·Ru·La (プリルラ Purirura) | 1991 | Có              | FM Towns Marty, PlayStation, PlayStation 2 (Taito Memories Volume 1), Sega Saturn |                                                                         |
| Quiz Quest - Hime to Yūsha no Monogatari (クイズクエスト-姫と勇者の物語)                                                                                   | 1991 | Có              | — |                                                                         |
| Racing Beat (レーシングビート Rēshingu Bīto) | 1991 | Có              | — |                                                                         |
| Saint Sword | 1991 | Không           | Sega Mega Drive |                                                                         |
| Solitary Fighter (ひとりだけのファイター Hitori Dake no Faitā)                                                                                             | 1991 | Có              | — |                                                                         |
| USAAF Mustang (ファイアームスタング Faiā Musutangu) [a.k.a. Fire Mustang]                                                                                  | 1991 | Có              | Sega Mega Drive |                                                                         |
| Warrior Blade: Rastan Saga Episode III (ウォーリアーブレイド U~ōriā Bureido)                                                                               | 1991 | Có              | PlayStation 2 (Taito Memories II Volume 2) |                                                                         |
| The Adventures of Star Saver | 1992 | Không           | Game Boy |                                                                         |
| Arabian Magic (アラビアンマジック Arabian Majikku) | 1992 | Có              | PC, PlayStation 2, Xbox |                                                                         |
| Chase H.Q. II [a.k.a. Super H.Q. in Japan] | 1992 | Không           | Sega Mega Drive |                                                                         |
| Command War: Super Special Battle & Wars Game (コマンドせんそう Komando Sensō)                                                                             | 1992 | Có              | — |                                                                         |
| Daibakushō Jinsei Gekijō | 1992 | Không           | SNES |                                                                         |
| Dead Connection (デッドコネクション Deddo Konekushon) | 1992 | Có              | — |                                                                         |
| Dino Rex (ディノレックス Dino Rekkusu) | 1992 | Có              | PlayStation 2 (Taito Memories II Volume 1) |                                                                         |
| Dogyūn!! (ドギューン!!) | 1992 | Có              | — |                                                                         |
| Don Doko Don 2 | 1992 | Không           | NES |                                                                         |
| Euro Champ '92 (ユーロチャンプ'92 Yūro Chanpu '92) | 1992 | Có              | — |                                                                         |
| FixEight (フィグゼイト-地獄の英雄伝説- FiguzEito - Jigoku no Hideodensetsu -)                                                                              | 1992 | Có              | — |                                                                         |
| Gambler Jiko Chūsinha: Mahjong Puzzle Collection | 1992 | Không           | TurboGrafx-16 |                                                                         |
| Ground Effects (グラウンドエフェ Guraundo Efe) | 1992 | Có              | SNES |                                                                         |
| Gun Buster (ガンバスター Gan Basutā) | 1992 | Có              | — |                                                                         |
| Hat Trick Hero '93 (ハットトリックヒーロー'93 Hatto Torikku Hīrō '93) [a.k.a. Taito Cup Finals]                                                            | 1992 | Có              | — |                                                                         |
| The Jetsons: Cogswell's Caper! | 1992 | Không           | NES |                                                                         |
| The Jetsons: Robot Panic | 1992 | Không           | Game Boy |                                                                         |
| Kick Master | 1992 | Không           | NES |                                                                         |
| Kuizu Chikyū Bōeigun (クイズ地球防衛軍) [a.k.a. Earth Defense Force Quiz]                                                                                  | 1992 | Có              | — |                                                                         |
| Kuizu Jinsei Gekijō (クイズ人生劇場) [a.k.a. Theater Life Quiz]                                                                                            | 1992 | Có              | — |                                                                         |
| Little Samson | 1992 | Không           | NES |                                                                         |
| Monkey Mole Panic (モンキーモグラパニック Monkī Mogura Panikku)                                                                                            | 1992 | Có              | — |                                                                         |
| Panic Restaurant | 1992 | Không           | NES |                                                                         |
| Pocky & Rocky [a.k.a. KiKi KaiKai: Nazo no Kuro Manto] | 1992 | Không           | SNES |                                                                         |
| Power Blade II [a.k.a. Captain Saver] | 1992 | Không           | NES |                                                                         |
| Riding Fight (ライディングファイト Raidingu Faito) | 1992 | Có              | — |                                                                         |
| Ring Rage (リングレイジ Ringu Reiji) | 1992 | Có              | Game Boy |                                                                         |
| Silent Dragon (サイレントドラゴン Sairento Doragon) | 1992 | Có              | — |                                                                         |
| Sonic Blast Man [SNES version] | 1992 | Không           | SNES |                                                                         |
| Super Chase: Criminal Termination (スーパーチェイスクリミナルターミネーション Sūpā Cheisu Kuriminaru Tāminēshon)                                           | 1992 | Có              | — |                                                                         |
| Violence Fight II (バイオレンスファイトII Baiorensu Faito II)                                                                                              | 1992 | Có              | — |                                                                         |
| 2 Minute Drill (2分ドリル 2 Bun Doriru) | 1993 | Có              | — |                                                                         |
| Animal Land (アニマルランド Animaru Rando) [a.k.a. Animalandia Jr.]                                                                                        | 1993 | Có              | — |                                                                         |
| Bubble Bobble Part 2 | 1993 | Không           | Game Boy, NES | Bubble Bobble Junior (Game Boy)                                         |
| Cyber Sterra (サイバーステラ Saibā Sutera) | 1993 | Có              | — |                                                                         |
| Daibakushō Jinsei Gekijō: Dokidoki Seishun | 1993 | Không           | SNES |                                                                         |
| Darius Force [a.k.a. Super Nova] | 1993 | Không           | SNES |                                                                         |
| Dungeon Magic (ライトブリンガー Raito Buringa) [a.k.a. Light Bringer]                                                                                      | 1993 | Có              | PC, PlayStation 2, Xbox |                                                                         |
| Exciting Animal Land (エキサイティングアニマルランド Ekisaitingu Animaru Rando)                                                                            | 1993 | Có              | — |                                                                         |
| The First Funky Fighter (ザファーストファンキーファイター Za Fāsuto Fankī Faitā)                                                                           | 1993 | Có              | — |                                                                         |
| The Flintstones | 1993 | Không           | Sega Mega Drive |                                                                         |
| The Flintstones: King Rock Treasure Island | 1993 | Không           | Game Boy |                                                                         |
| Gensō Tairiku Aurelia | 1993 | Không           | TurboGrafx CD |                                                                         |
| Grid Seeker: Project Storm Hammer (グリッドシーカー Guriddo Shīkā)                                                                                         | 1993 | Có              | PC, PlayStation 2, Xbox |                                                                         |
| International Tennis Tour | 1993 | Không           | SNES |                                                                         |
| Lufia & The Fortress of Doom | 1993 | Không           | SNES |                                                                         |
| Prime Time Fighter (トップランキングスターズ Toppu Rankingu Sutāzu) [a.k.a. Top Ranking Stars]                                                             | 1993 | Có              | |                                                                         |
| Quiz Crayon Shin-chan (クイズクレヨンしんちゃん Kuizu Kureyon Shin-chan)                                                                                   | 1993 | Có              | — |                                                                         |
| Quiz Crayon Shin-chan Orato Asobu (クイズクレヨンしんちゃん2オラと遊ぼ Kuizu Kureyon Shin-chan 2 Orato Asobo)                                              | 1993 | Có              | — |                                                                         |
| Quiz Sekai wa SHOW by Shobai (クイズ世界はSHOWbyショーバイ!! Kuizu Shōbai ni Yotte Sekai wa Shō!!)                                                         | 1993 | Có              | — |                                                                         |
| RayForce (レイフォース ReiFōsu) [a.k.a. Gunlock in Europe]                                                                                                 | 1993 | Có              | iOS, Sega Saturn, PC, PlayStation 2 (Taito Memories II Volume 1), Xbox | Layer Section (Japan, homeport), Galactic Attack (USA/Europe, homeport) |
| Recalhorn (リコールホーン Rikōruhōn) | 1993 | Có              | — |                                                                         |
| Ryū Jin (龍神) [a.k.a. Dragon God] | 1993 | Có              | — |                                                                         |
| Super 3D BOS (スーパーでぃーすりーぼす Sūpā Dei Suri Bosu) [a.k.a. Super Rolling Buggy]                                                                    | 1993 | Có              | — |                                                                         |
| Super Cup Finals (スーパーカップファイナル Sūpā Kappu Fainaru)                                                                                             | 1993 | Có              | — |                                                                         |
| Tube It (カチャシト Kachashito) [a.k.a. Cachat] | 1993 | Có              | PC, PlayStation 2 and Xbox (Taito Legends) |                                                                         |
| Under Fire (アンダーファイアー Andā Faiā) | 1993 | Có              | — |                                                                         |
| Vertexer (ヴァーテクサー Vuātekusā) | 1993 | Có              | — |                                                                         |
| Bubble Symphony (バブルシンフォニー Baburu Shinfonī) | 1994 | Có              | PC, PlayStation 2 (Taito Memories II Volume 2), Sega Saturn, Xbox |                                                                         |
| Chase Bombers (チェイスボンバーズ Cheisu Bonbāzu) | 1994 | Có              | — |                                                                         |
| Daibakushō Jinsei Gekijō: Ooedo Nikki | 1994 | Không           | SNES |                                                                         |
| Darius Gaiden (ダライアス外伝 Daraiasu Gaiden) | 1994 | Có              | PC, PlayStation, PlayStation 2, Sega Saturn, Xbox |                                                                         |
| Elevator Action Returns (エレベーターアクションリターンズ Erebētā Akushon Ritānzu) [a.k.a. Elevator Action II]                                             | 1994 | Có              | PC, PlayStation 2, Sega Saturn, Xbox |                                                                         |
| The Flintstones: Surprise at Dinosaur Peak | 1994 | Không           | NES |                                                                         |
| The Flintstones: The Treasure of Sierra Madrock | 1994 | Không           | SNES |                                                                         |
| Kaiser Knuckle (カイザーナックル Kaizā Nakkuru) [a.k.a. Global Champion]                                                                                   | 1994 | Có              | — |                                                                         |
| Hat Trick Hero 2 | 1994 | Không           | SNES |                                                                         |
| Hat Trick Hero '94 (ハットトリックヒーロー'94 Hatto Torikku Hīrō '94) [a.k.a. International Cup '94]                                                       | 1994 | Có              | — |                                                                         |
| The Jetsons: Invasion of the Planet Pirates | 1994 | Không           | SNES |                                                                         |
| The Ninja Warriors Again [a.k.a. Ninja Warriors and The Ninja Warriors: New Generation in EU]                                                              | 1994 | Không           | SNES |                                                                         |
| Operation Wolf 3 (オペレーションウルフ3 Operēshon Urufu 3)                                                                                                 | 1994 | Có              | — |                                                                         |
| Power Spikes II (パワースパイクII Pawā Supaiku II) | 1994 | Có              | Neo Geo CD, Neo Geo MVS |                                                                         |
| Puzzle Bobble (パズルボブル Pazuru Boburu) [a.k.a. Bust-a-Move in US]                                                                                      | 1994 | Có              | 3DO Interactive Multiplayer, IBM PC, iOS, Java ME, Microsoft Windows, Mobile Phone, MS-DOS, N-Gage, Neo Geo AES, Neo Geo CD, Neo Geo MVS, Neo Geo Pocket Color, PSP, Sega Game Gear, SNES, VG Pocket Caplet, Virtual Console, Xbox Live Arcade                                                                                                |                                                                         |
| Quiz 364: Hong Kong & Taiwan (クイズ364:香港&台湾) | 1994 | Có              | — |                                                                         |
| Quiz Theater: Mittsu no Monogatari (クイズシアター3つの物語 Kuizu Shiatā 3tsu no Monogatari)                                                               | 1994 | Có              | — |                                                                         |
| Real Puncher (リアルパンチャー Riaru Panchā) | 1994 | Có              | — |                                                                         |
| Slap Shot (スラップショット Surappu Shotto) | 1994 | Có              | — |                                                                         |
| Sonic Blast Man 2 [SNES version] | 1994 | Không           | SNES |                                                                         |
| Space Invaders DX (スペースインベーダーDX Supēsu Inbēdā DX)                                                                                                | 1994 | Có              | Nuon, PC, PlayStation 2, Sega Saturn, SNES, Turbografx-CD, Xbox |                                                                         |
| Taito Power Goal (ハットトリックヒーロー'95 Hatto Torikku Hīrō '95) [a.k.a. Hat Trick Hero '95]                                                            | 1994 | Có              | — |                                                                         |
| Bubble Memories: The Story of Bubble Bobble III (バブルメモリーズ Baburu Memorīzu)                                                                         | 1995 | Có              | PlayStation 2 (Taito Memories II Volume 1) |                                                                         |
| Daibakushō Jinsei Gekijō: Zukkoke Salary Man Hen | 1995 | Không           | SNES |                                                                         |
| Dangerous Curves (デンジャラスカーブス Denjarasu Kābusu)                                                                                                   | 1995 | Có              | — |                                                                         |
| Gekirindan (逆鱗弾) | 1995 | Có              | PC, PlayStation 2, Sega Saturn, Xbox |                                                                         |
| Hat Trick Hero S | 1995 | Không           | Sega Saturn |                                                                         |
| Jupiter Strike [a.k.a. Zeitgeist] | 1995 | Không           | PC, PlayStation |                                                                         |
| Lady Stalker: Challenge from the Past | 1995 | Không           | SNES |                                                                         |
| Landing Gear (ランディングギア Randingu Gia) | 1995 | Có              | — |                                                                         |
| Moriguchi Hiroko no Kuizu de Hyū Hyū (森口博子のクイズでヒューヒュー)                                                                                      | 1995 | Có              | — |                                                                         |
| PD Ultraman Invaders | 1995 | Không           | PlayStation |                                                                         |
| Psychic Force (サイキックフォース Saikikku Fōsu) | 1995 | Có              | PlayStation, Sega Dreamcast |                                                                         |
| Puzzle Bobble 2 (パズルボブル2 Pazuru Boburu 2) [a.k.a. Bust-a-Move 2 and Bust-a-Move Again in US]                                                         | 1995 | Có              | Apple Macintosh, Game Boy, Microsoft Windows, MS-DOS, Neo Geo AES, Neo Geo CD, Neo Geo MVS, Nintendo 64, PC, PlayStation, PlayStation 2, Sega Saturn, Xbox |                                                                         |
| Puzzle De Pon! (パズルdeポン! Pazuru de Pon!) | 1995 | Có              | Neo Geo MVS |                                                                         |
| Pyramid Intruder | 1995 | Không           | 3DO Interactive Multiplayer |                                                                         |
| Space Invaders '95: The Attack of the Lunar Loonies (あっかんべぇだぁ Akkanbēdā) [a.k.a. Akkan-vaders]                                                     | 1995 | Có              | PC, PlayStation 2, Xbox |                                                                         |
| Space Invaders Virtual Collection | 1995 | Không           | Virtual Boy |                                                                         |
| Twin Cobra II (究極タイガーII Kyūkyoku Tiger II) [a.k.a. Advanced Tiger]                                                                                   | 1995 | Có              | — |                                                                         |
| Twin Qix (ついんくいっくす Tsuin Kuitsukusu) | 1995 | Có              | — |                                                                         |
| Bubble Memories | 1996 | Có              | — |                                                                         |
| Chaos Seed: Fūsui Kairoki | 1996 | Không           | SNES |                                                                         |
| Cleopatra Fortune (クレオパトラフォーチュン Kureopatora Fōchun)                                                                                            | 1996 | Có              | Mobile Phone, PC, PlayStation, PlayStation 2, Sega Dreamcast, Sega Saturn, Xbox |                                                                         |
| Energy Breaker | 1996 | Không           | SNES |                                                                         |
| Fighters' Impact (ファイターズインパクト Faitāzu Inpakuto)                                                                                                 | 1996 | Có              | — |                                                                         |
| Lufia II: Rise of the Sinistrals | 1996 | Không           | SNES |                                                                         |
| Magical Date (まじかるでとドキドキ告白大作戦 Majikaru Dēto Dokidoki Kokuhaku dai Sakusen)                                                                  | 1996 | Có              | PlayStation |                                                                         |
| Outburst 4D (アウトバースト4D Autobāsuto 4D) | 1996 | Có              | — |                                                                         |
| Psychic Force EX (サイキックフォースEX Saikikku Fōsu EX)                                                                                                   | 1996 | Có              | — |                                                                         |
| Puzzle Bobble 3 (パズルボブル3 Pazuru Boburu 3) [a.k.a. Bust-a-Move '99 in US]                                                                             | 1996 | Có              | Game Boy, Microsoft Windows, Nintendo 64, PlayStation |                                                                         |
| RayStorm (レイストーム ReiSutōmu) | 1996 | Có              | iOS, Microsoft Windows, PlayStation, PlayStation 2, PlayStation Network, Sega Saturn, Xbox Live Arcade |                                                                         |
| Side by Side (サイドバイサイド Saido bai Saido) | 1996 | Có              | PlayStation |                                                                         |
| Sonic Blast Man 2 (ソニックブラストマン2 Sonikku Burasuto Man 2)                                                                                           | 1996 | Có              | — |                                                                         |
| Super Football Champ (スーパーハットトリックヒーロー Sūpā Hatto Torikku Hīrō)                                                                              | 1996 | Có              | — |                                                                         |
| Arkanoid Returns (アルカノイドリターンズ Ritānzu Arukanoido) [a.k.a. Arkanoid 4]                                                                           | 1997 | Có              | PlayStation, PlayStation Network |                                                                         |
| Densha de Go! (電車でGO!) [a.k.a. Go by Train] | 1997 | Có              | Game Boy Color, PC, PlayStation, WonderSwan |                                                                         |
| Densha de Go! EX (電車でGO!EX) [a.k.a. Go by Train EX] | 1997 | Có              | Sega Saturn |                                                                         |
| Fighters' Impact A (ファイターズインパクトA Faitāzu Inpakuto A)                                                                                            | 1997 | Có              | — |                                                                         |
| G-Darius (Gダライアス G Daraiasu) | 1997 | Có              | PC, PlayStation, PlayStation 2, PlayStation Network |                                                                         |
| Kirameki Star Road - Intro Club (きらめきスターロード♪イントロ倶楽部♪ Kirameki Sutā Rōdo ♪ Intoro Kurabu ♪)                                                | 1997 | Có              | — |                                                                         |
| Magical Date EX (まじかるでと卒業告白大作戦 Majikaru Dēto Sotsugyō Kokuhaku dai Sakusen)                                                                   | 1997 | Có              | — |                                                                         |
| Pop'n Pop (ぽっぷんぽっぷ Potsu Pun Potsu Pu) | 1997 | Có              | Game Boy Color, PlayStation. PC and Xbox (Taito Legends 2) |                                                                         |
| Puchi Carat (プチカラット Puchi Karatto) | 1997 | Có              | Game Boy Color, PC, PlayStation, PlayStation 2, Xbox |                                                                         |
| Puzzle De Pon! R (パズルdeポン!R Pazuru de Pon! R) | 1997 | Có              | Neo Geo MVS |                                                                         |
| Ray Tracers | 1997 | Không           | PlayStation |                                                                         |
| Side by Side 2 Evoluzione (サイドバイサイド2エボルツィオーネ Saido bai Saido 2 Eborutsu~iōne)                                                              | 1997 | Có              | — |                                                                         |
| Side by Side Special | 1997 | Không           | PlayStation |                                                                         |
| Chaos Heat (カオスヒート Kaosu Hīto) | 1998 | Có              | — |                                                                         |
| Densha de Go! 2 Kōsoku-hen (電車でGO!2高速編) | 1998 | Có              | PC, PlayStation |                                                                         |
| Densha de Go! 2 Kōsoku-hen 3000-bandai (電車でGO!2高速編3000番台)                                                                                          | 1998 | Có              | PC, Sega Dreamcast |                                                                         |
| Land Maker (ランドメーカー Rando Mēkā) [a.k.a. Builder's Block]                                                                                            | 1998 | Có              | PlayStation, PlayStation Network |                                                                         |
| Operation Tiger (オペレーションタイガー Operēshon Taigā)                                                                                                   | 1998 | Có              | — |                                                                         |
| Psychic Force 2012 (サイキックフォース2012 Saikikku Fōsu 2012)                                                                                             | 1998 | Có              | PlayStation, PlayStation 2, PlayStation Network, Sega Dreamcast |                                                                         |
| Puzzle Bobble 4 (パズルボブル4 Pazuru Boburu 4) [a.k.a. Bust-a-Move 4]                                                                                     | 1998 | Có              | Game Boy Color, Microsoft Windows, PlayStation, Sega Dreamcast |                                                                         |
| RayCrisis (レイクライシス ReiKuraishisu) [a.k.a. RayCrisis: Series Termination in US]                                                                      | 1998 | Có              | Microsoft Windows, PlayStation, PlayStation Network |                                                                         |
| Battle Gear (バトルギア Batoru Gia) | 1999 | Có              | — |                                                                         |
| Classic Bubble Bobble | 1999 | Không           | Game Boy Color |                                                                         |
| Densha de Go! 64 [a.k.a. Go by Train 64] | 1999 | Không           | Nintendo 64 |                                                                         |
| Densha de Go! Professional [a.k.a. Go by Train Professional]                                                                                               | 1999 | Không           | PC, PlayStation |                                                                         |
| Flip Maze (フリップメイズ Furippu Meizu) | 1999 | Có              | — |                                                                         |
| Landing High Japan (ランディングハイジャパン Randingu Hai Japan)                                                                                           | 1999 | Có              | — |                                                                         |
| Mahjong OH (麻雀OH) | 1999 | Có              | — |                                                                         |
| Power Shovel Simulator (パワーショベルに乗ろう!! Pawā Shoberu ni Norou!!)                                                                                  | 1999 | Có              | PlayStation |                                                                         |
| Side by Side Special 2000 | 1999 | Không           | PlayStation |                                                                         |
| Super Puzzle Bobble (スーパーパズルボブル Sūpā Pazuru Boburu) [a.k.a. Super Bust-a-Move]                                                                   | 1999 | Có              | Game Boy Advance, Nintendo GameCube, PC, PlayStation 2 |                                                                         |
| Battle Gear 2 (バトルギア2 Batoru Gia 2) | 2000 | Có              | PlayStation 2 |                                                                         |
| Chaos Break | 2000 | Không           | PlayStation |                                                                         |
| Chase H.Q. Secret Police | 2000 | Không           | Game Boy Color |                                                                         |
| Cosmo Warrior Zero | 2000 | Không           | PlayStation |                                                                         |
| Densha de Go! 3 Tsūkin-hen (電車でGO!3通勤編) | 2000 | Có              | PlayStation 2 |                                                                         |
| Densha de Go! 3 Tsūkin-hen Daiya Kaisei (電車でGO!3通勤編ダイヤ改正)                                                                                       | 2000 | Có              | PC |                                                                         |
| Densha de Go! Nagoya Railroad [a.k.a. Go by Train Nagoya Railroad]                                                                                         | 2000 | Không           | PC, PlayStation |                                                                         |
| Densha de Go! Ryojōhen (電車でGO!旅情編) | 2000 | Có              | PC, PlayStation 2 |                                                                         |
| Ganbare Untenshi!! (がんばれ運転士!!) | 2000 | Có              | — |                                                                         |
| Armorines: Project S.W.A.R.M. | 2000 | Không           | PlayStation (Chỉ xuất bản tiếng Nhật) |                                                                         |
| Re-Volt: It's RC Revolution | 2000 | Không           | Dreamcast (Chỉ xuất bản tiếng Nhật) |                                                                         |
| Jet de Go! [a.k.a. Go by Jet] | 2000 | Không           | PC, PlayStation |                                                                         |
| Kisha de Go! | 2000 | Không           | PC, PlayStation |                                                                         |
| Monkey Puncher (さるパンチャー Saru Panchā) | 2000 | Không           | Game Boy Color |                                                                         |
| Psyvariar Medium Unit (サイヴァリアミディアムユニット Saivuaria Midiamu Yunitto)                                                                           | 2000 | Có              | PlayStation 2 |                                                                         |
| Psyvariar Revision (サイヴァリアリビジョン Saivuaria Ribijon)                                                                                              | 2000 | Có              | PlayStation 2 |                                                                         |
| Qix Adventure | 2000 | Không           | Game Boy Color |                                                                         |
| Rainbow Islands: Putty's Party | 2000 | Không           | WonderSwan |                                                                         |
| RC de Go! (RCでGO!) [a.k.a. Go by RC] | 2000 | Có              | PlayStation |                                                                         |
| Shanghai: Shōryū Sairin (上海:昇龍再臨) | 2000 | Có              | — |                                                                         |
| Sōtenryū (蒼天リュウ) | 2000 | Có              | — |                                                                         |
| Stunt Typhoon (スタント台風 Sutanto Taifū) | 2000 | Có              | — |                                                                         |
| Cleopatra Fortune Plus (クレオパトラフォーチュン+ Kureopatora Fōchun +)                                                                                    | 2001 | Có              | — |                                                                         |
| Densha de Go! Shinkansen Sanyō Shinkansen-hen | 2001 | Không           | Nintendo Wii, PC, PlayStation 2 |                                                                         |
| Greatest Champ (グレイチャンプ Gurei Chanpu) | 2001 | Có              | — |                                                                         |
| Hajime no Ippo: The Fighting (はじめの一歩THE FIGHTING! Hajime no Ippo Faitingu!)                                                                          | 2001 | Có              | Game Boy Advance, Nintendo DS, PlayStation |                                                                         |
| Spirit of Speed 1937 (スピリット オブ スピード) | 2001 | Không           | Dreamcast (Chỉ xuất bản tiếng Nhật) |                                                                         |
| Hard Puncher: Hajime no Ippo 2 (ハードパンチャーはじめの一歩 Hādo Panchā Hajime no Ippo)                                                                   | 2001 | Có              | PlayStation 2 |                                                                         |
| International League Soccer | 2001 | Không           | PlayStation 2 |                                                                         |
| Mobile Light Force 2 (式神の城 Shikigami no Shiro) | 2001 | Có              | PC, PlayStation 2, Xbox |                                                                         |
| Night Raid (ナイトレイド Naito Reido) | 2001 | Có              | PlayStation |                                                                         |
| Qix Neo | 2001 | Không           | PlayStation |                                                                         |
| Stunt Typhoon Plus (スタント台風プラス Sutanto Taifū Purasu)                                                                                               | 2001 | Có              | — |                                                                         |
| Usagi (兎) | 2001 | Có              | — |                                                                         |
| Weather Tales (気象テイルズ Kishō Teirezu) | 2001 | Có              | — |                                                                         |
| XII Stag (トゥエルブスタッグ Touerubu Sutaggu) [a.k.a. Twelve Stag]                                                                                        | 2002 | Có              | PlayStation 2 |                                                                         |
| Azumanga Daioh Puzzle Bobble (あずまんが大王パズルボブル Azumanga Daiō Pazuru Boburu)                                                                      | 2002 | Có              | — |                                                                         |
| Battle Gear 3 (バトルギア3 Baturo Gia 3) | 2002 | Có              | PlayStation 2 |                                                                         |
| Battle Qix (バトルクイックス Batoru Kuikkusu) | 2002 | Có              | — |                                                                         |
| Darius R | 2002 | Không           | Game Boy Advance |                                                                         |
| Dino King Battle (ディノキングバトル Dino Kingu Batoru) | 2002 | Có              | — |                                                                         |
| Elevator Action Old & New | 2002 | Không           | Game Boy Advance |                                                                         |
| Jet de GO! 2 [a.k.a. Go by Jet 2] | 2002 | Không           | PlayStation 2, PC |                                                                         |
| Magic Pengel: The Quest for Color | 2002 | Không           | PlayStation 2 |                                                                         |
| Quiz Keitai Q Mode (クイズケータイQモードMailもChatも恋しTel Kuizu Kētai Q Mōdomēru mo Chatto mo Koishi Denwa)                                             | 2002 | Có              | — |                                                                         |
| Raizin Ping Pong (ライジンピンポン Raijin Pin Pon) | 2002 | Có              | — |                                                                         |
| Shangai: Sangokuhai Tōgi (上海:三國牌闘戯) | 2002 | Có              | — |                                                                         |
| Space Raiders | 2002 | Không           | Nintendo GameCube, PlayStation 2 |                                                                         |
| Super Puzzle Bobble 2 [a.k.a. Super Bust-a-Move 2] | 2002 | Không           | PlayStation 2 |                                                                         |
| Tokyo Road Race | 2002 | Không           | PlayStation 2 |                                                                         |
| Battle Gear 3 Tuned (バトルギア3チューニング Batoru Gia 3 Chūningu)                                                                                        | 2003 | Có              | — |                                                                         |
| Battle Gear 3 Limited Edition | 2002 | Không           | PlayStation 2 |                                                                         |
| Bubble Bobble: Old & New | 2003 | Không           | Game Boy Advance |                                                                         |
| Bujingai | 2003 | Không           | PlayStation 2 |                                                                         |
| Castle Shikigami 2 (式神の城II Shikigami no Shiro II) | 2003 | Có              | Nintendo GameCube, PC, PlayStation 2, Sega Dreamcast, Xbox |                                                                         |
| Densha de Go! Professional 2 [a.k.a. Go by Train Professional 2]                                                                                           | 2003 | Không           | PC, PlayStation 2 |                                                                         |
| Dino King Battle 2 (ディノキングバトル2 Dino Kingu Batoru 2)                                                                                               | 2003 | Có              | — |                                                                         |
| Pochi & Nyaa (ポチッとにゃ Pochitto Nyā) | 2003 | Có              | Neo Geo MVS, PlayStation 2 |                                                                         |
| Space Invaders Anniversary (スペースインベーダーアニバーサリー Supēsu Inbēdā Anibāsarī)                                                                    | 2003 | Có              | PC, PlayStation 2 |                                                                         |
| Train Simulator + Densha de Go! Tōkyō Kyūkō-hen | 2003 | Không           | PlayStation 2, PSP |                                                                         |
| Ultimate Block Party (ころん Koron) [a.k.a. Kollon] | 2003 | Có              | PSP |                                                                         |
| Usagi - Wild Fight - Mahjong (兎-野性の闘牌-山城麻雀編 Usagi - Yasei no Tōhai - Yamashiro Mājan)                                                           | 2003 | Có              | — |                                                                         |
| Chaos Breaker (カオスブレイカー Kaosu Bureikā) | 2004 | Có              | — |                                                                         |
| Densha de Go! Final [a.k.a. Go by Train Final] | 2004 | Không           | PC, PlayStation 2 |                                                                         |
| Giga Wing Generations (翼神GIGAWING GENERATIONS) | 2004 | Có              | PlayStation 2 |                                                                         |
| Mushihime-sama (虫姫さま) [a.k.a. Insect Princess] | 2004 | Có              | iOS, PlayStation 2, Xbox 360 |                                                                         |
| Psikyo Shooting Collection Vol. 1: Strikers 1945 I & II | 2004 | Không           | PlayStation 2 |                                                                         |
| Psikyo Shooting Collection Vol. 2: Samurai Aces & Sengoku Blade                                                                                            | 2004 | Không           | PlayStation 2 |                                                                         |
| Psikyo Shooting Collection Vol. 3: Sol Divide & Dragon Blaze                                                                                               | 2004 | Không           | PlayStation 2 |                                                                         |
| Puzzle Bobble Deluxe [a.k.a. Bust-a-Move Deluxe] | 2004 | Không           | PSP, Xbox |                                                                         |
| Target: Terror (ターゲッ:テラー Tāgetto: Terā) [a.k.a. Target: Force in Japan]                                                                             | 2004 | Có              | — |                                                                         |
| Trizeal (トライジール Toraijīru) | 2004 | Có              | iOS, Mobile Phone, PlayStation 2, Sega Dreamcast |                                                                         |
| Bubblen Golf (バブルンゴルフ Baburun Gorufu) | 2004 | Không           | Mobile Phone |                                                                         |
| Battle Gear 4 (バトルギア4 Batoru Gia 4) | 2005 | Có              | — |                                                                         |
| Densha de Go! Pocket Yamanote sen-sen | 2005 | Không           | PSP |                                                                         |
| Exit | 2005 | Không           | Nintendo DS, PSP, Xbox Live Arcade |                                                                         |
| The Fast and the Furious (ファストアンド フューリアス Fasuto ando Fuyūriasu)                                                                               | 2005 | Có              | — |                                                                         |
| Graffiti Kingdom | 2005 | Không           | PlayStation 2 |                                                                         |
| Half-Life 2: Survivor (ハーフライフ2サバイバー Hāfu-Raifu 2 Sabaibā)                                                                                       | 2005 | Có              | — |                                                                         |
| Harikiri Professional Baseball (ハリキリオンラインプロ野球 Harikiri Onrain Puro Yakyū)                                                                     | 2005 | Có              | — |                                                                         |
| Homura (ほむら) [a.k.a. Flame] | 2005 | Có              | PlayStation 2 |                                                                         |
| Jet de Go! Pocket [a.k.a. Go by Jet Pocket] | 2005 | Không           | PSP |                                                                         |
| King of Jurassic (クキングオブジュラ紀 King obu Juraki) | 2005 | Có              | — |                                                                         |
| Psychic Force Complete | 2005 | Không           | PlayStation 2 |                                                                         |
| Puzzle Bobble DS [a.k.a. Bust-a-Move DS] | 2005 | Không           | Nintendo DS |                                                                         |
| Raiden III (雷電III) | 2005 | Không           | EZweb, iOS, Mobile Phone, PC, PlayStation 2, PlayStation Network |                                                                         |
| Space Invaders Pocket | 2005 | Không           | PSP |                                                                         |
| Space Invaders Revolution | 2005 | Không           | Nintendo DS |                                                                         |
| Spica Adventure (スピカ★アドベンチャー Supika ★ Adobenchā)                                                                                                 | 2005 | Có              | — |                                                                         |
| Taitō Harikiri Daifugō (タイトーハリキリ大富豪) | 2006 | Không           | Mobile Phone |                                                                         |
| Taito Legends | 2005 | Không           | PC, PlayStation 2, Xbox |                                                                         |
| Taito Memories Volume 1 | 2005 | Không           | PlayStation 2 |                                                                         |
| Taito Memories Volume 2 | 2005 | Không           | PlayStation 2 |                                                                         |
| TRANCE PINBALL | 2005 | Không           | Mobile Phone |                                                                         |
| Tetris: The Grand Master 3 - Terror Instinct (テトリスザグランドマスター3テラーインスティンクト Tetorisu za Gurando Masutā 3 Terā Insutinkuto)             | 2005 | Có              | — |                                                                         |
| Usagi - Wild Fight - Online (兎-野性の闘牌-ONLINE Usagi - Yasei no Tōhai - Online)                                                                         | 2005 | Có              | — |                                                                         |
| Zoids Card Coliseum (ゾイドカードコロシアム Zoido Kādo Koroshiamu)                                                                                         | 2005 | Có              | — |                                                                         |
| Zoids Infinity EX (ゾイドインフィニティEX Zoido Infiniti EX)                                                                                               | 2005 | Có              | — |                                                                         |
| Battle Gear 4 Tuned (バトルギア4チューニング Batoru Gia 4 Chūningu)                                                                                        | 2006 | Có              | — |                                                                         |
| Castle of Shikigami III (式神の城III Shikigami no Shiro III)                                                                                               | 2006 | Có              | Nintendo Wii, PC, Xbox 360 |                                                                         |
| Chase H.Q. 2 (チェイスH.Q.2 Cheisu H.Q. 2) [a.k.a. Chase Headquarters 2]                                                                                   | 2006 | Có              | — |                                                                         |
| Cooking Mama | 2006 | Không           | iOS, Nintendo DS |                                                                         |
| Densha de Go! Pocket Chūō-sen-hen | 2006 | Không           | PSP |                                                                         |
| Densha de Go! Pocket Ōsaka-kanjō-sen-hen | 2006 | Không           | PSP |                                                                         |
| Densha de Go! Pocket Tōkaidō-sen-hen | 2006 | Không           | PSP |                                                                         |
| Dino King Battle Card Game (ダイノキングバトル-CARD GAME- Daino Kingu Batoru - CARD GĒMU - no)                                                             | 2006 | Có              | — |                                                                         |
| Dungeon Maker: Hunting Ground (クロニクル オブ ダンジョンメーカー Chronicle of Dungeon Maker)                                                              | 2006 | Không           | — |                                                                         |
| Exit 2 | 2006 | Không           | PSP, Xbox Live Arcade |                                                                         |
| Ghost Castle (ゴーストキャッスル Gōsuto Kyassuru) | 2006 | Có              | — |                                                                         |
| Ibara (鋳薔薇) [a.k.a. Rose Casting] | 2006 | Có              | PlayStation 2 |                                                                         |
| Kira Kira Idol Rika-chan (キラキラアイドルリカちゃん Kira Kira Aidoru Rika-chan)                                                                           | 2006 | Có              | — |                                                                         |
| LostMagic | 2006 | Không           | Nintendo DS |                                                                         |
| Minna no Oshigoto (みんなのおしごと) | 2006 | Có              | — |                                                                         |
| Monster Bomber | 2006 | Không           | Nintendo DS |                                                                         |
| Over G Fighters | 2006 | Không           | Xbox 360 |                                                                         |
| Rainbow Islands Revolution | 2006 | Không           | Nintendo DS, PSP |                                                                         |
| Sekai Bikkuri Tankentai (世界ビックリ探検隊) | 2006 | Có              | — |                                                                         |
| Taito Legends 2 | 2006 | Không           | PC, PlayStation 2, Xbox |                                                                         |
| Taito Legends Power-Up | 2006 | Không           | PSP |                                                                         |
| Taito Memories Pocket | 2006 | Không           | PSP |                                                                         |
| Yawaraka Sensha VS Space Invaders | 2006 | Không           | Mobile Phone |                                                                         |
| Zoids Infinity EX Plus (ゾイドインフィニティEX PLUS Zoido Infiniti EX Plus)                                                                                | 2006 | Có              | — |                                                                         |
| Aquarian Age Alternative (アクエリアンエイジオルタナティブ Akuerian Eijio Rutanatibu)                                                                      | 2007 | Có              | — |                                                                         |
| Battle Fantasia (バトルファンタジア Batoru Fantajia) | 2007 | Có              | PlayStation 3, PlayStation Network, Xbox 360 |                                                                         |
| Cooking Mama: Cook Off | 2007 | Không           | Nintendo Wii |                                                                         |
| Cooking Mama 2: Dinner with Friends | 2007 | Không           | Nintendo DS |                                                                         |
| Densha de Go! Shinkansen EX Sanyō Shinkansen-hen | 2007 | Không           | Nintendo Wii |                                                                         |
| Dino King Battle 3 Allosaurus (ディノキングバトル3アロサウルス Dino Kingu Batoru 3 Arosaurusu)                                                             | 2007 | Có              | — |                                                                         |
| Dinomax (ディノマックス Dinomakkusu) | 2007 | Có              | — |                                                                         |
| Furu Furu Park | 2007 | Không           | Nintendo Wii |                                                                         |
| The New Zealand Story Revolution | 2007 | Không           | Nintendo DS |                                                                         |
| Puzzle Bobble Bash! [a.k.a. Bust-a-Move Bash!] | 2007 | Không           | Nintendo Wii |                                                                         |
| Raiden IV (雷電IV) | 2007 | Có              | Xbox 360 |                                                                         |
| Rainbow Islands Evolution | 2007 | Không           | PSP |                                                                         |
| Space Invaders Pinball | 2007 | Không           | Mobile Phone |                                                                         |
| Space Invaders Trilogy | 2007 | Không           | Mobile Phone |                                                                         |
| Taito Memories II Volume 1 | 2007 | Không           | PlayStation 2 |                                                                         |
| Taito Memories II Volume 2 | 2007 | Không           | PlayStation 2 |                                                                         |
| Turn It Around! | 2007 | Không           | Nintendo DS |                                                                         |
| Arkanoid DS | 2008 | Không           | Nintendo DS |                                                                         |
| BlazBlue: Calamity Trigger (ブレイブルーカラミティトリガー BureiBurū: Karamiti Torigā)                                                                     | 2008 | Có              | PC, PlayStation 3, PSP, Xbox 360 |                                                                         |
| Cooking Mama: World Kitchen | 2008 | Không           | Nintendo Wii |                                                                         |
| D1GP Arcade | 2008 | Có              | — |                                                                         |
| Eternal Wheel (悠久の車輪 Yūkyū no Sharin) | 2008 | Có              | — |                                                                         |
| Lord of Vermilion (ロードオブヴァーミリオン Rōdo obu Vāmirion)                                                                                             | 2008 | Có              | — |                                                                         |
| Space Invaders The Beat Attacker (スペースインベーダービートアタッカー Supēsu Inbēdā Bīto Atakkā)                                                          | 2008 | Có              | — |                                                                         |
| Space Invaders Extreme | 2008 | Không           | Nintendo DS, PSP, Xbox Live Arcade |                                                                         |
| Usagi - Wild Fight - Online DD (兎-野性の闘牌-ONLINE DDの血統 Usagi - Yasei no Tōhai - ONLINE DD wa no Kettō)                                              | 2008 | Có              | — |                                                                         |
| Arkanoid Plus! | 2009 | Không           | WiiWare |                                                                         |
| Bubble Bobble Plus! | 2009 | Không           | WiiWare |                                                                         |
| Chō Chabudai Gaeshi! (超ちゃぶ台返し!) | 2009 | Có              | — |                                                                         |
| Cooking Mama 3: Shop & Chop | 2009 | Không           | Nintendo DS |                                                                         |
| Cyber Diver (サイバーダイバー Saibā Daibā) | 2009 | Có              | — |                                                                         |
| Dariusburst | 2009 | Không           | PSP |                                                                         |
| Elevator Action Death Parade (エレベーターアクションデスパレード Erebētā Akushon Desu Parēdo)                                                              | 2009 | Không           | — |                                                                         |
| Gardening Mama | 2009 | Không           | iOS, Nintendo DS |                                                                         |
| Hopping Road (ホッピングロード Hoppingu Rōdo) | 2009 | Có              | — |                                                                         |
| Lord of Vermilion 2 (ロードオブヴァーミリオン2 Rōdo obu Vāmirion 2)                                                                                        | 2009 | Có              | — |                                                                         |
| Music GunGun! (ミュージックガンガン! Myūjikku GanGan!) | 2009 | Có              | — |                                                                         |
| Oppopo Boom!! (オッポポブーン!! Oppopo Būn!!) | 2009 | Có              | — |                                                                         |
| Panic Museum (ホーンテッドミュージアム Hōnteddo Myūjiamu) [a.k.a. Haunted Museum]                                                                          | 2009 | Có              | — |                                                                         |
| Puzzle Bobble Plus! [a.k.a. Bust-a-Move Plus] | 2009 | Không           | WiiWare |                                                                         |
| Rainbow Islands: Towering Adventure! | 2009 | Không           | WiiWare |                                                                         |
| Senior Nippon! (セニョールニッポン! Senyōru Nippon!) | 2009 | Có              | — |                                                                         |
| Space Invaders Extreme 2 | 2009 | Không           | Nintendo DS, PSP |                                                                         |
| Space Invaders Get Even | 2009 | Không           | WiiWare |                                                                         |
| Space Puzzle Bobble [a.k.a. Space Bust-a-Move; Puzzle Bobble Galaxy in EU]                                                                                 | 2009 | Không           | Nintendo DS |                                                                         |
| Takt of Magic | 2009 | Không           | Nintendo Wii |                                                                         |
| Top Speed (トップスピード Toppu Supīdo) | 2009 | Có              | — |                                                                         |
| Trouble Witches - Episode 1 (トラブルウィッチーズAC Toraburu Uitchīzu AC)                                                                                  | 2009 | Có              | — |                                                                         |
| With Tears for Everyone! (みんなでワツと! Minna de Watsu to!)                                                                                              | 2009 | Có              | — |                                                                         |
| Babysitting Mama | 2010 | Không           | WiiWare |                                                                         |
| BlazBlue: Continuum Shift (ブレイブルーコンティニュアムシフト BureiBurū Kontinyuamu Shifuto)                                                               | 2010 | Có              | PlayStation 3, Xbox 360 |                                                                         |
| BlazBlue: Continuum Shift II (ブレイブルーコンティニュアムシフトII BureiBurū Kontinyuamu Shifuto II)                                                       | 2010 | Có              | — |                                                                         |
| Chō Chabudai Gaeshi! 2 (超ちゃぶ台返し!その2) | 2010 | Có              | — |                                                                         |
| Dariusburst Another Chronicle (ダライアスバーストアナザークロニクル Daraiasubāsuto Anazā Kuronikuru)                                                       | 2010 | Có              | — |                                                                         |
| Densha de Go! Special Version—Revived! Showa Yamanote Line                                                                                                 | 2010 | Không           | Nintendo DS |                                                                         |
| Gaia Attack 4 (ガイアアタックフォー Gaia Atakku Fō) | 2010 | Có              | — |                                                                         |
| Happy Kentei (ハッピー検定 Happī Kentei) | 2010 | Có              | — |                                                                         |
| Hopping Road Kids (ホッピングロードキッズ Hoppingu Rōdo Kizzu)                                                                                             | 2010 | Có              | — |                                                                         |
| Music GunGun! Full Version (ミュージックガンガン!曲がいっぱい☆超増加版! Myūjikku GanGan! Kyoku ga Ippai ☆ Chō Zōkaban!)                                    | 2010 | Có              | — |                                                                         |
| Qix++ | 2010 | Không           | PSP, Xbox Live Arcade |                                                                         |
| RayStorm HD | 2010 | Không           | PlayStation Network, Xbox Live Arcade |                                                                         |
| Sonic Blast Heroes (ソニックブラストヒーローズ Sonikku Burasuto Hīrōzu)                                                                                    | 2010 | Có              | — |                                                                         |
| Space Invaders Infinity Gene | 2010 | Không           | Android, iOS, PlayStation Network, Xbox Live Arcade |                                                                         |
| Speed Rider (スピードライダー Supīdo Raidā) | 2010 | Có              | — |                                                                         |
| The Tablecloth Hour (ザテーブルクロスアワー Za Tēburukurosu Awā)                                                                                           | 2010 | Có              | — |                                                                         |
| Battle Gear Wheel Spin (バトルホイールスピンギア Batoru Hoīru Supin Gia)                                                                                   | 2011 | Có              | — |                                                                         |
| Block King Ball Shooter (激投伝説ブロックキング Geki tō Densetsu Burokku Kingu) [a.k.a. Legendary Cannon]                                                  | 2011 | Có              | — |                                                                         |
| Chō Chabudai Gaeshi! Kyojin no Hoshi do Konjō-hen (超ちゃぶ台返し!巨人の星ド根性編)                                                                        | 2011 | Có              | — |                                                                         |
| Dariusburst Another Chronicle EX (ダライアスバーストアナザークロニクルEX Daraiasubāsuto Anazā Kuronikuru EX)                                               | 2011 | Có              | — |                                                                         |
| DenGO! Yamanote Line | 2011 | Không           | iOS |                                                                         |
| Drawin' Growin' | 2011 | Không           | iOS |                                                                         |
| Elevator Action Deluxe | 2011 | Không           | PlayStation Network |                                                                         |
| Groove Coaster | 2011 | Có              | iOS |                                                                         |
| Kickthrough Racers (キックスルーレーサーズ Kikkusurū Rēsāzu)                                                                                               | 2011 | Có              | — |                                                                         |
| Music GunGun! 2 (ミュージックガンガン!2 Myūjikku GanGan! 2)                                                                                                | 2011 | Có              | — |                                                                         |
| New Puzzle Bobble [a.k.a. New Bust-a-Move] | 2011 | Không           | iOS |                                                                         |
| Puzzle Bobble Online | 2011 | Không           | Microsoft Windows |                                                                         |
| Puzzle Bobble Universe [a.k.a. Bust-a-Move Universe] | 2011 | Không           | Nintendo 3DS |                                                                         |
| Real Puncher 2 (リアルパンチャー2 Riaru Panchā 2) | 2011 | Có              | — |                                                                         |
| Shh...! Welcome to Frightmareland (ホーンテッドミュージアムIIようこそ幻影遊園地へ Hōnteddo Myūjiamu II Yōkoso Gen'ei Yuenchi e) [a.k.a. Haunted Museum II] | 2011 | Có              | — |                                                                         |
| Dariusburst Second Prologue | 2012 | Không           | iOS |                                                                         |
| Kādo de Renketsu! Densha de GO! (カードで連結!電車でGO!)                                                                                                   | 2012 | Có              | — |                                                                         |
| Magical Music (マジカルミュージック Majikaru Myūjikku) | 2012 | Có              | — |                                                                         |
| Cooking Mama Seasons | 2012 | Không           | iOS |                                                                         |
| Groove Coaster Zero | 2012 | Không           | iOS |                                                                         |
| Crime Connection | 2013 | Không           | iOS, Android |                                                                         |
| Left 4 Dead: Survivors (Left 4 Dead: 生存者たち Seizonshatachi)                                                                                            | 2014 | Có              | | Left 4 Dead: Arcade (L4Dac)                                             |
| Bubblen March | 2014 | Không           | iOS, Android |                                                                         |
| Arkanoid vs. Space Invaders (アルカノイド vs. スペースインベーダー Arukanoido vs. Supēsu Inbēdā)                                                           | 2017 | Không           | iOS, Android |                                                                         |
| Dariusburst Chronicle Saviours | 2017 | Không           | PlayStation 4, PlayStation Vita, Steam |                                                                         |
| Densha de Go!! (電車でGO!!) | 2017 | Có              | — |                                                                         |
| Darius Cozmic Collection | 2019 | Không           | Nintendo Switch |                                                                         |
| Bubble Bobble 4 Friends | 2019 | Không           | Nintendo Switch |                                                                         |
| Groove Coaster Wai Wai Party | 2019 | Không           | Nintendo Switch |                                                                         |
| Touhou Spell Bubble | 2020 | Không           | Nintendo Switch |                                                                         |
| Tetote Connect (テトテ×コネクト Tetote × konekuto) | 2020 | Có              | Arcade |                                                                         |